# Juno (sonde spatiale)
Vous lisez un « bon article » labellisé en 2011.
Pour les articles homonymes, voir Juno.
Juno est une mission spatiale de la NASA qui a pour objectif l'étude de la planète Jupiter. La structure de cette planète géante gazeuse et son mode de formation restent, au lancement de la mission, largement inconnus malgré plusieurs missions spatiales et les observations astronomiques faites depuis la Terre. La sonde spatiale, lancée en 2011, doit collecter sur place des données sur les couches internes de Jupiter, la composition de son atmosphère et les caractéristiques de sa magnétosphère. Ces éléments doivent permettre de reconstituer la manière dont Jupiter s'est formée et de corriger ou d'affiner le scénario de formation des planètes du Système solaire dans lequel Jupiter a, du fait de sa masse importante, joué un rôle majeur.
La sonde spatiale Juno est lancée par une fusée Atlas V le 5 août 2011. Deux ans après son lancement, Juno effectue un survol à basse altitude de la Terre qui, par assistance gravitationnelle, lui fournit le surcroît de vitesse nécessaire pour atteindre Jupiter. La phase scientifique de la mission débute après la mise en orbite autour de Jupiter le 5 juillet 2016. Juno commence ses observations, depuis une orbite polaire très elliptique d'une période de cinquante-trois jours qui fait passer la sonde à très basse altitude au-dessus de la planète de pôle en pôle, en évitant en grande partie la ceinture de radiations très intense, susceptible de l'endommager. La phase scientifique de la mission initiale comprend trente-six survols de la planète et est planifiée sur vingt mois. Un problème rencontré au niveau de la propulsion principale en octobre 2016 ne permet pas de faire passer la sonde spatiale sur l'orbite courte de quatorze jours visée. Pour réaliser le nombre souhaité de survols, la mission est prolongée jusqu'en 2021. En janvier 2021, la NASA décide de prolonger la mission jusqu'en septembre 2025.
Juno emporte huit instruments scientifiques dont deux spectromètres, un radiomètre, un magnétomètre et un ensemble d'instruments destinés à l'étude des pôles de Jupiter. Juno est la première sonde spatiale à destination d'une planète externe qui utilise des panneaux solaires au lieu de générateurs thermoélectriques à radioisotope. La sonde spatiale est la deuxième mission du programme New Frontiers qui regroupe des missions d'exploration du Système solaire nécessitant un budget moyen. Au sein de la NASA, la gestion de la mission est assurée par le Jet Propulsion Laboratory tandis que le volet scientifique est pris en charge par le Southwest Research Institute. La sonde spatiale est fabriquée par Lockheed Martin. Le coût total est de 1,1 milliard de dollars.

## Contexte

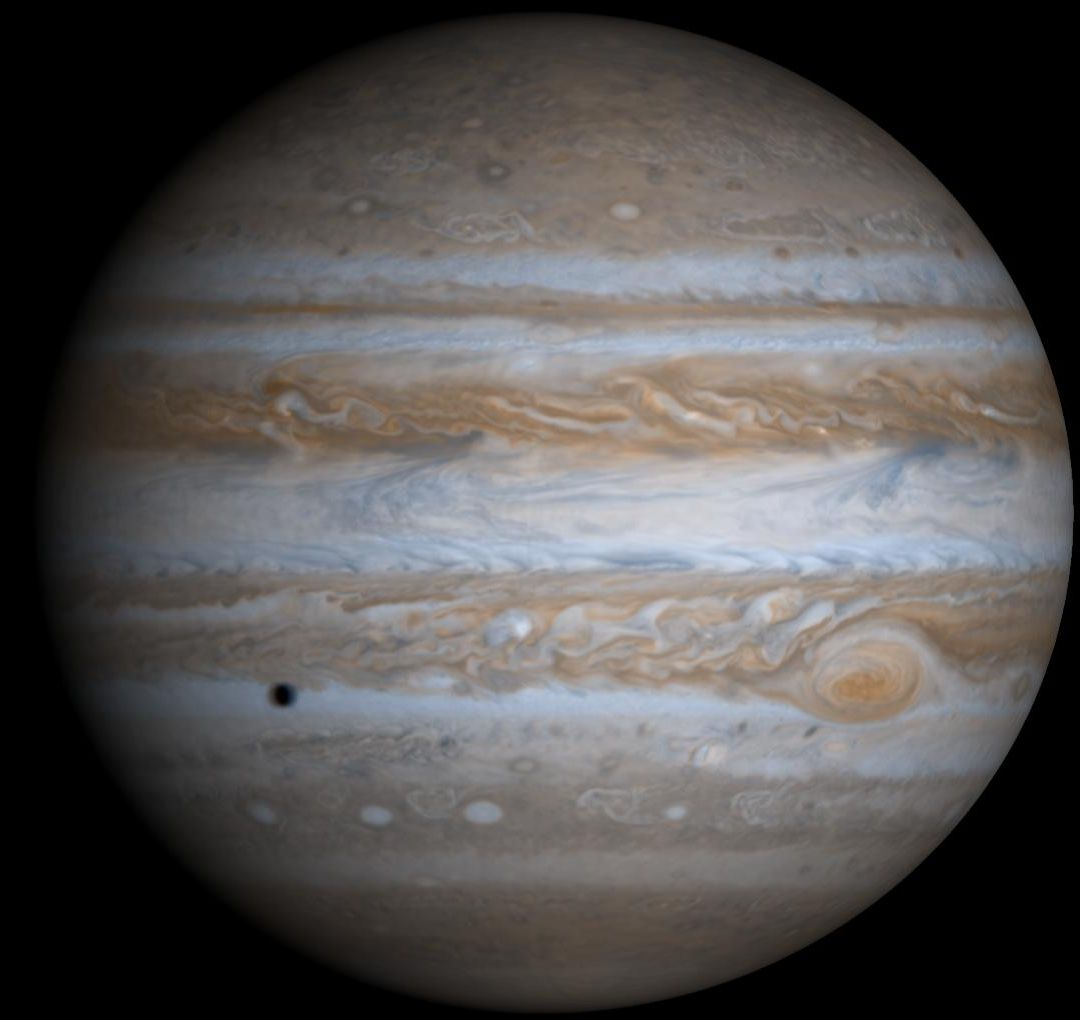
Jupiter photographiée par la sonde Cassini.

### Jupiter
Jupiter est la plus grosse des planètes du Système solaire, avec une masse qui représente deux fois et demie celle de l'ensemble des autres planètes, et un diamètre qui est plus de onze fois celui de la Terre (environ 138 000 kilomètres). Elle fait partie des planètes externes du Système solaire, comme Saturne, Uranus et Neptune, et est également une planète gazeuse géante. Jupiter est composée essentiellement d'hydrogène et d'hélium, comme le Soleil, avec sans doute un noyau central rocheux d'une masse équivalente à dix fois celle de la Terre. La planète tourne sur elle-même en un peu moins de 10 heures. Située à 5,2 unités astronomiques du Soleil, elle boucle son orbite autour du Soleil en 11,9 années terrestres. Jupiter dégage plus de chaleur qu'elle n'en reçoit du Soleil. Celle-ci est générée par le mécanisme de Kelvin-Helmholtz : le refroidissement de la planète entraîne une lente contraction de celle-ci, qui génère en retour un échauffement localisé dans son cœur. Cette chaleur est transportée par convection jusqu'à la surface de la planète, et est sans doute responsable des mouvements complexes et violents agitant l'atmosphère de Jupiter. Celle-ci, d'une épaisseur de 5 000 kilomètres, serait formée de 3 couches : jusqu'à 100 kilomètres de profondeur, des nuages de glace d'ammoniac, vers 120 kilomètres, des nuages d'hydrogénosulfure d'ammonium et à partir de 150 kilomètres de profondeur, des nuages d'eau et de glace. À une profondeur plus importante, l'hydrogène, soumis à une pression énorme, se transforme en hydrogène métallique qui conduit l'électricité comme un métal. Les mouvements au sein de ce liquide métallique sont sans doute à l'origine du champ magnétique intense de la planète, onze fois supérieur à celui de la Terre, et qui piège les électrons et les ions, créant une ceinture de radiations particulièrement puissante. La magnétosphère de Jupiter, c'est-à-dire la zone de l'espace placée sous l'influence de ce champ magnétique, s'étend jusqu'à 3 millions de kilomètres dans la direction du Soleil, et jusqu'à 1 milliard de kilomètres dans la direction opposée. Le système jovien comprend 67 satellites naturels. Les quatre principaux, Io, Europe, Ganymède et Callisto, figurent parmi les plus gros satellites naturels du Système solaire, et présentent des caractéristiques remarquables : activité volcanique intense dans le cas de Io, présence supposée d'océans composés d'eau liquide en dessous de la surface pour les autres. Jupiter, du fait de sa masse, a joué un rôle très important dans le processus de formation des autres planètes du Système solaire, et donc de la Terre, en agissant notamment sur leurs orbites et en contribuant à nettoyer progressivement le Système solaire des corps célestes mineurs susceptibles de les percuter,.

### L'exploration spatiale de Jupiter de 1973 à 2016

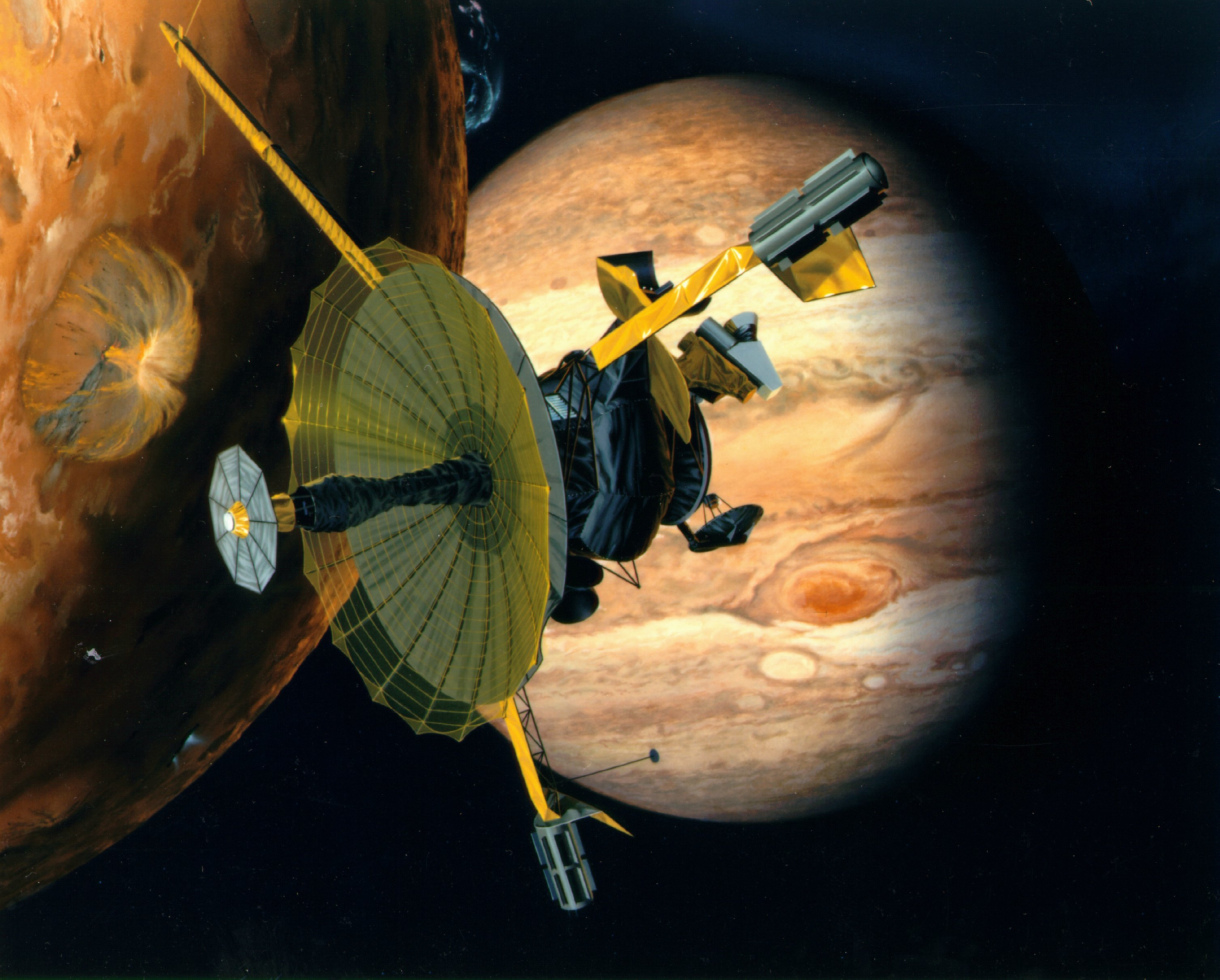
Galileo était la seule sonde spatiale à s'être placée en orbite autour de Jupiter avant Juno.

L'exploration spatiale de Jupiter débute tardivement, car l'envoi d'une sonde spatiale vers cette planète, située à cinq unités astronomiques du Soleil, nécessite le recours à une fusée puissante : il faut en effet accélérer un vaisseau à une vitesse de 16 km/s au départ de la Terre pour que celui-ci atteigne la planète, même si le recours à l'assistance gravitationnelle peut permettre de réduire cette vitesse d'injection. Aussi, l'exploration des planètes extérieures, dont fait partie Jupiter, ne débute qu'en 1973, alors que les planètes intérieures ont déjà reçu à l'époque la visite de plusieurs dizaines de sondes spatiales. Plusieurs engins spatiaux vont survoler Jupiter par la suite, mais seule Galileo effectuera un séjour prolongé, après s'être mise en orbite autour de la planète.
La première sonde à approcher Jupiter est Pioneer 10, qui passe à une distance de 130 000 kilomètres de la planète le 3 décembre 1973, et découvre sa ceinture de radiations,. Pioneer 11 survole à son tour Jupiter en 1974. Malgré leur instrumentation très simple, les deux sondes révèlent la complexité de l'atmosphère de Jupiter, fournissent des images d'une très grande qualité ainsi que les premières données sur la magnétosphère de la planète. Les sondes Voyager 1 et 2, dotées d'une instrumentation scientifique beaucoup plus importante, effectuent leur survol de la planète en 1979. Elles découvrent les anneaux ténus qui entourent Jupiter, plusieurs lunes nouvelles, ainsi que l'activité volcanique à la surface de Io,. Ulysses en 1992 étudie la magnétosphère de Jupiter. La sonde Galileo est le seul engin à avoir gravité autour de Jupiter. Elle atteint Jupiter en décembre 1995, et entame alors une mission d'exploration d'une durée de 8 ans. Malgré une antenne parabolique grand gain défectueuse affectant fortement la quantité de données pouvant être transmise, Galileo parvient à transmettre des informations sur l'ensemble du système jovien. Au début de sa mission scientifique, Galileo lâche une petite sonde atmosphérique qui pénètre l'atmosphère de Jupiter et fournit la composition élémentaire des couches supérieures de celle-ci, avant d'être écrasée par la pression. Les données recueillies remettent en cause une partie des théories admises sur le processus de formation des planètes du Système solaire. En décembre 2000, la sonde Cassini, en route pour Saturne, survole Jupiter : elle prend des images à haute résolution de la planète et, en coordination avec la sonde Galileo, étudie sa magnétosphère très étendue, ainsi que ses interactions avec le vent solaire. L'intensité de la ceinture de radiations est mesurée avec plus de précision et se révèle beaucoup plus élevée que prévu. Ces informations sont utilisées pour dimensionner les protections de la sonde Juno. Avant Juno, la sonde New Horizons est la dernière à survoler Jupiter, le 28 février 2007. La sonde observe des éclairs aux pôles, la création de nuages d'ammoniac, et étudie la circulation des particules chargées dans la queue magnétique de la planète.

### Un scénario de formation mal défini

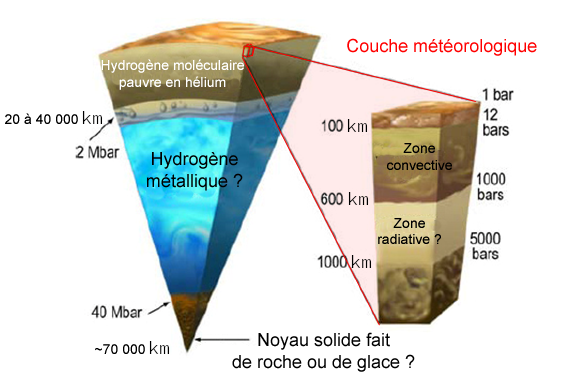
Schéma 1 : hypothèses et interrogations en 2011 sur la structure interne de Jupiter.

La sonde atmosphérique lancée par Galileo dans l'atmosphère de Jupiter a relevé des proportions d'éléments chimiques qui remettent en question les hypothèses sur la formation de la planète, et en conséquence les théories établies sur les origines et l'évolution du Système solaire :
- Jupiter semble pauvre en eau alors que selon les théories en vigueur, celle-ci est considérée comme un médium indispensable pour l'incorporation des éléments lourds lors de la formation des planètes du Système solaire externe dont fait partie Jupiter. Or ces éléments abondent sur Jupiter. La réponse qui sera apportée à cette question aura des répercussions sur le scénario de formation des planètes aux caractéristiques proches de celles de la Terre ;
- deux scénarios s'affrontent sur la manière dont la planète Jupiter s'est formée. Selon le premier scénario, la planète s'est formée en deux temps — accrétion de matériaux situés dans son voisinage jusqu'à former un noyau solide représentant une dizaine de masses terrestres, puis effondrement gravitationnel de la masse de gaz et de poussière entourant la planète ; le second scénario repose sur le seul effondrement gravitationnel d'un nuage de poussières et de gaz, mais nécessite la présence d'une nébuleuse originelle de plus grande taille que celle retenue dans les scénarios de formation du Système solaire. La confirmation de la présence d'un noyau solide au cœur de Jupiter et la détermination de sa composition pourraient permettre de trancher.

## Objectifs
Juno a pour objectif principal de résoudre ce dilemme, en collectant des données permettant de reconstituer l'histoire de la formation de Jupiter et son évolution. Compte tenu du rôle central de la planète géante dans la formation du Système solaire, les informations recueillies doivent permettre d'affiner les théories dans ce domaine et, plus généralement, de mieux comprendre l'origine des systèmes planétaires découverts autour d'autres étoiles. À la date de lancement de la sonde, Jupiter reste une planète mal connue, malgré les données recueillies via les observations effectuées depuis la Terre par les astronomes, et bien que plusieurs sondes spatiales aient précédé Juno (schéma 1). Juno, placée sur une orbite elliptique autour de Jupiter, doit permettre d'effectuer des observations permettant de préciser les points suivants, :
- son mode de formation ;
- la proportion d'eau et d'oxygène présente ;
- sa structure interne ;
- la manière dont les différentes strates de la planète se déplacent les unes par rapport aux autres ;
- la présence d'un noyau solide et sa taille ;
- la manière dont le champ magnétique est généré ;
- la relation existant entre les déplacements des couches atmosphériques et les mouvements internes de la planète ;
- les mécanismes à l'origine des aurores polaires ;
- les caractéristiques des zones polaires.

La sonde doit rechercher des informations sur plusieurs thèmes importants.

### Composition de l'atmosphère

Les aurores polaires de Jupiter sont permanentes et s'étendent jusqu'aux lunes de la planète.

La composition de l'atmosphère fournit des indices sur la genèse de Jupiter et peut permettre de déterminer si les planètes ont pu changer d'orbite au cours de leur processus de formation. Juno doit sonder l'atmosphère jusqu'aux couches soumises à une pression de 100 bars en utilisant des émetteurs micro-ondes qui permettront de dresser une carte tridimensionnelle de l'abondance en ammoniac et en eau,.

### Structure de l'atmosphère
Juno doit étudier les variations qui se produisent dans les couches profondes de l'atmosphère de Jupiter et leurs incidences sur la météorologie, les températures, la composition, l'opacité des nuages et la dynamique atmosphérique. Grâce à la représentation tridimensionnelle fournie par l'instrumentation, les données recueillies permettront peut-être de définir si la dynamique atmosphérique s'étend jusqu'aux couches où la pression atteint deux cents bars ou si elle ne concerne que les strates superficielles jusqu'à une pression de six bars,.

### Champ magnétique
La sonde spatiale doit dresser une carte détaillée du champ magnétique situé à l'intérieur de la planète et dans l'espace environnant ainsi que ses variations. Ces données fourniront en retour des informations sur sa structure interne et sur les mécanismes de la dynamo qui génèrent ce champ.

### Magnétosphère au niveau des pôles

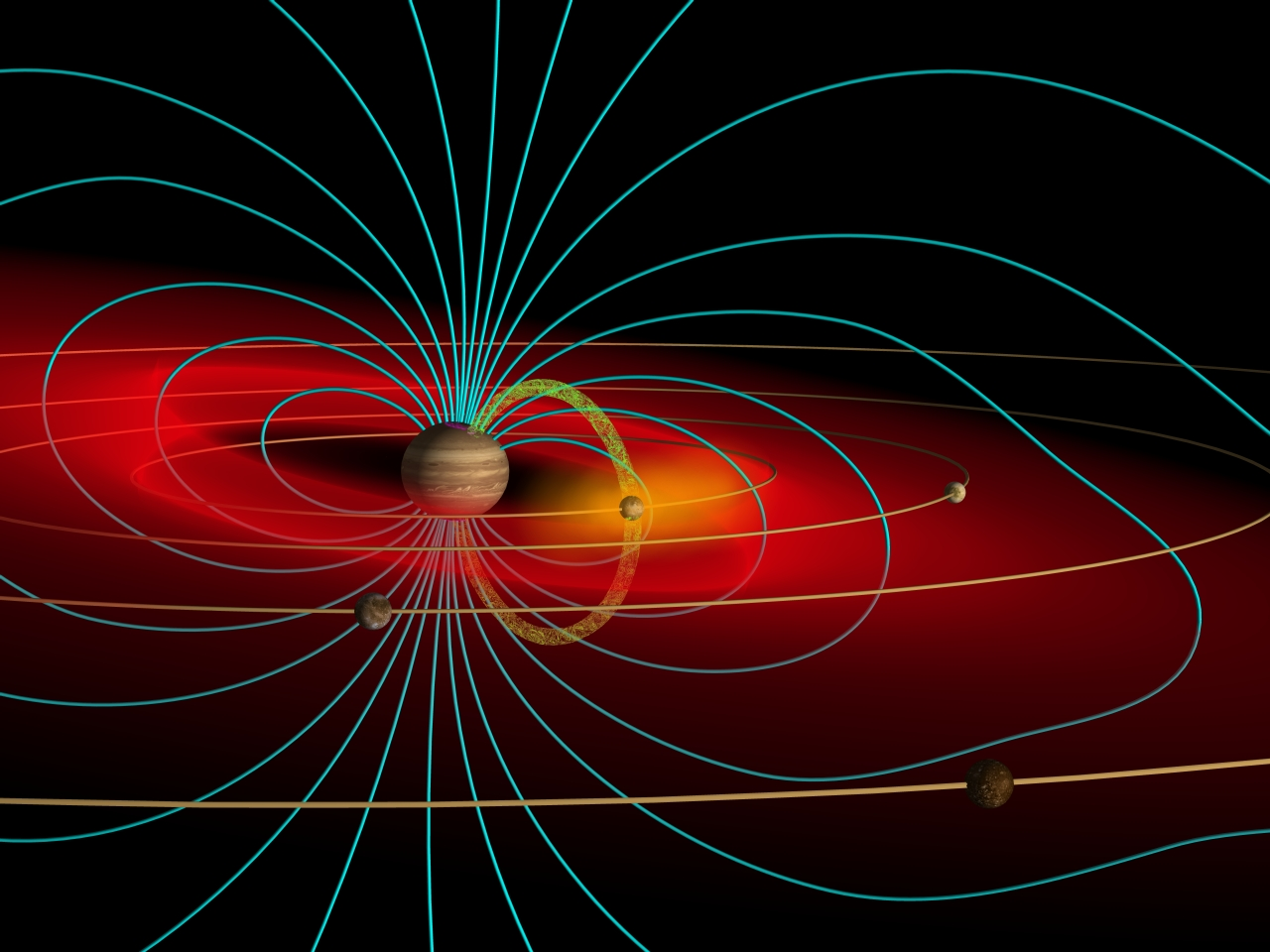
Schéma 2 : la magnétosphère de Jupiter.

Juno doit dresser une carte en trois dimensions de la magnétosphère de Jupiter au niveau des pôles et des aurores, les plus puissantes du Système solaire, qui sont créées par les particules chargées, capturées par le champ magnétique. Les instruments qui équipent la sonde doivent permettre simultanément d'obtenir les caractéristiques des particules chargées et des champs magnétiques près des pôles, tout en observant les aurores dans l'ultraviolet. Ces observations doivent également améliorer notre compréhension de ces phénomènes, et de ceux engendrés par des objets dotés de champs magnétiques similaires, comme les jeunes étoiles possédant leur propre système planétaire.

### Champ de gravité
En étudiant les variations du champ de gravité de Jupiter, la sonde Juno fournira des indications sur la distribution des masses à l'intérieur de la planète, l'incidence sur la planète du déplacement de son atmosphère et du mouvement de marée généré par ses lunes,.

## Caractéristiques de l'orbite de travail deJuno
Pour pouvoir recueillir les données scientifiques nécessaires à l'atteinte de ses objectifs, Juno doit passer au plus près de Jupiter ; en effet, ce n'est qu'à faible distance de la planète qu'elle peut utiliser ses instruments, et en particulier réaliser les mesures in situ de l'aurore (schéma 5). Mais en s'approchant autant de Jupiter, elle traverse la ceinture de radiations créée par le champ magnétique de la planète géante qui prend la forme d'un tore entourant Jupiter au niveau de l'équateur. Son intensité exceptionnelle peut entraîner un dysfonctionnement des appareils électroniques qui équipent la sonde spatiale. Pour limiter les dégâts, Juno est placée sur une orbite dont l'excentricité, l'argument du périastre ainsi que la faible altitude au périastre lui permettent de contourner en grande partie la ceinture de radiations : Juno se glisse sous celle-ci lorsque la sonde longe Jupiter, et passe à l'extérieur de la ceinture lorsqu'elle s'éloigne de Jupiter (schéma 6). Sur cette orbite polaire, dont l'inclinaison est de 90 degrés, la sonde plonge à l'approche de Jupiter, pratiquement à la verticale vers son pôle Nord, survole à très basse altitude (entre 4 200 et 5 200 kilomètres) la couche nuageuse de Jupiter jusqu'au pôle Sud, puis s'éloigne de Jupiter, initialement dans le prolongement de ce pôle, pour rejoindre son apogée situé à 39 rayons joviens de la planète (environ 2,8 millions de kilomètres), à peu près dans le plan de l'équateur. Au cours de sa mission scientifique, d'une durée d'un an, la sonde va parcourir 32 fois cette orbite. Celle-ci se déforme progressivement au fil du temps, du fait de la forme légèrement aplatie de Jupiter. La ligne des apsides s'incline progressivement, et le temps de séjour de la sonde dans la ceinture de radiations s'allonge à chaque orbite (schéma 6) : un quart de la dose totale de rayonnement ionisant que subit la sonde durant sa mission est ainsi reçue durant les quatre dernières orbites autour de Jupiter. L'électronique de la sonde est confrontée à un risque croissant de panne, et la mission est volontairement arrêtée à ce stade, avant que Juno ne devienne incontrôlable. Au cours de sa 36e orbite, vers la mi-novembre, la propulsion de la sonde est allumée une dernière fois pour réduire sa vitesse, ce qui diminue l'altitude de son orbite au périastre lorsqu'elle survole à basse altitude Jupiter. Quelques jours plus tard Juno pénètre dans l'atmosphère de Jupiter, où elle est détruite par la pression et la température,.

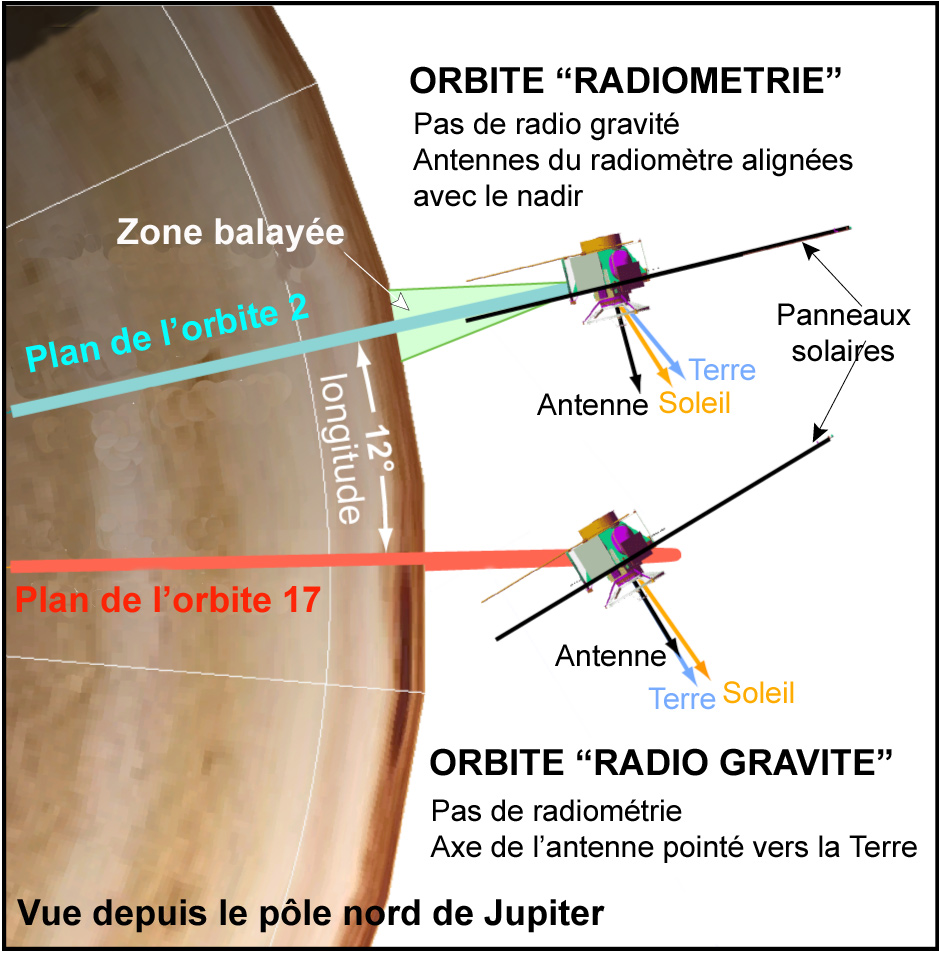
Schéma 4 : la sonde utilise selon les orbites deux types d'orientation pour collecter des données scientifiques.
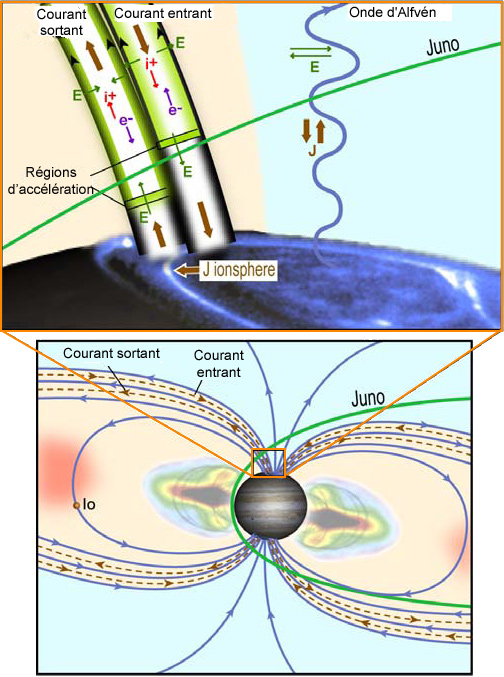
Schéma 5 : Juno traverse l'aurore polaire de Jupiter.

### La collecte des données scientifiques

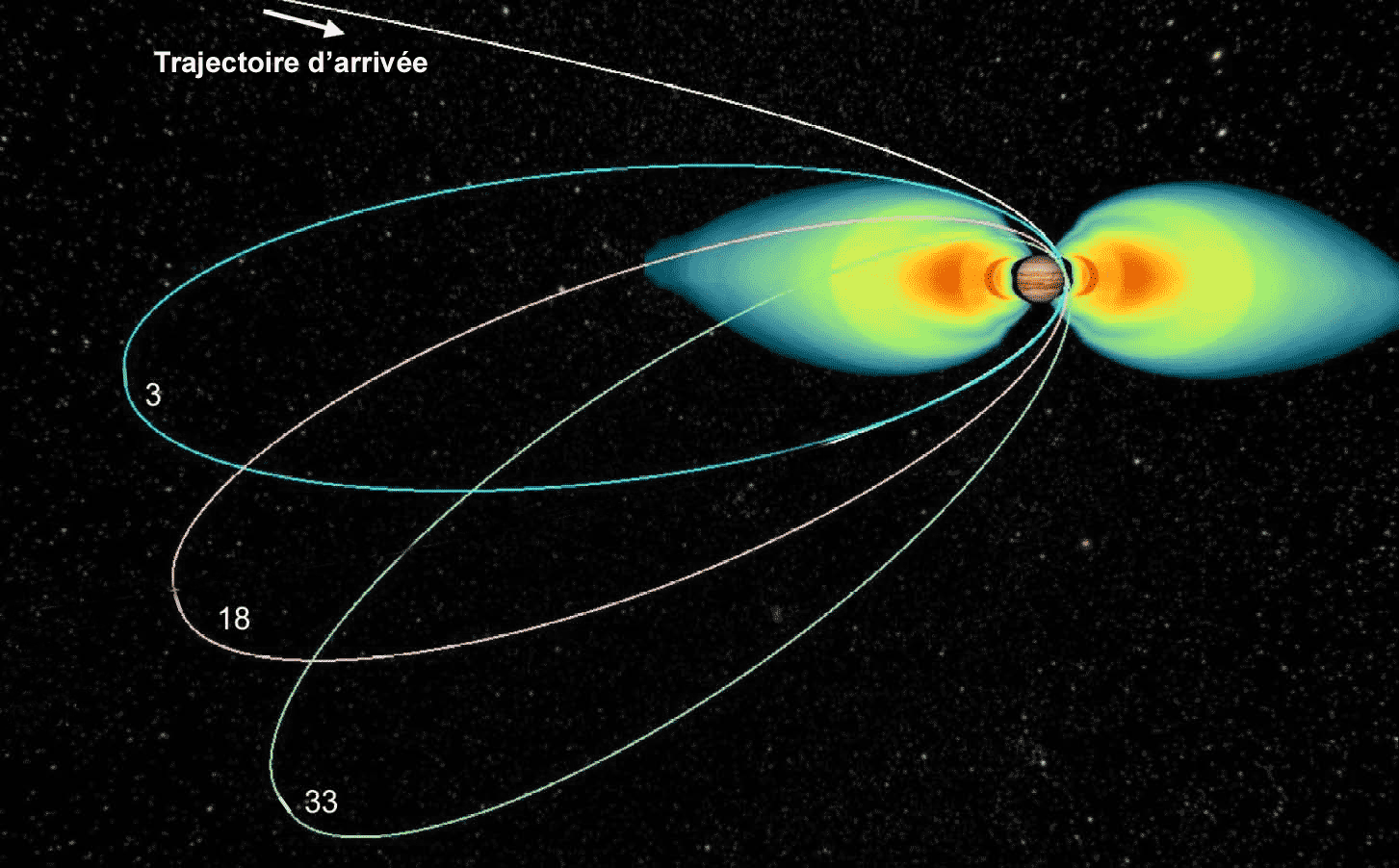
Schéma 6 : l'orbite de Juno permet à la sonde d'éviter en grande partie la ceinture de radiations (représentée par la zone colorée de part et d'autre de la planète (intensité croissante de bleu à rouge) mais la rotation de la ligne des apsides de l'orbite l'expose de plus en plus au fur et à mesure du déroulement de la mission.

Au cours de chaque orbite de 11 jours, la phase de collecte de données scientifiques, qui se déroule durant le survol rapproché de la planète, dure six heures. Les données recueillies sont transmises durant les dix jours suivant le passage à proximité de Jupiter : six vacations destinées aux télécommunications, d'une durée de quelques heures, sont planifiées pour transmettre les deux à trois gigabits de données scientifiques de chaque orbite. Tout au long de son orbite, les panneaux solaires et l'antenne grand gain font face à la fois à la Terre et au Soleil, très proches l'un de l'autre vus de Jupiter.
Les deux premières orbites sont destinées à parfaire la trajectoire de la sonde spatiale et à préparer la phase suivante. La sonde va utiliser successivement deux types d'orientation pour répondre aux contraintes incompatibles de deux de ses instruments (schéma 4). Durant les orbites 1, 3, 4, 5 et 6, la sonde utilise le radiomètre à micro-ondes pour sonder l'atmosphère, ce qui impose que les antennes situées sur les flancs de la sonde soient parallèles à la surface de Jupiter. Avec cette orientation, l'antenne parabolique n'est plus pointée vers la Terre, et la mesure de la gravité de Jupiter, qui utilise les échanges radio entre la Terre et la sonde (expérience de radiogravité) est désactivée. Pour les autres orbites, la sonde est orientée de manière à maintenir l'antenne principale pointée vers la Terre, ce qui permet la réalisation des mesures de radiogravité, tandis que le radiomètre et la caméra infrarouge JIRAM sont désactivés. Tous les autres instruments fonctionnent durant les deux phases. L'orbite est par ailleurs calculée pour que la sonde balaie à chaque passage une longitude située à exactement 24 degrés de la précédente, afin de dresser une cartographie précise du champ magnétique. La trajectoire de la sonde est ajustée par une manœuvre au début de la 16e orbite, pour décaler de 12 degrés la longitude, ce qui permet d'obtenir à l'issue de la mission un relevé du champ magnétique tous les 12 degrés. La 32e orbite est réservée à des mesures complémentaires, au cas où celles-ci s'avéreraient nécessaires. Une fois celle-ci bouclée, la sonde utilise ses moteurs pour quitter son orbite et plonger vers l'intérieur de Jupiter : elle est ainsi détruite afin d'éviter tout risque de contamination postérieure des lunes de Jupiter par des micro-organismes qui auraient pu être emportés par la sonde,.

## Caractéristiques techniques de la sondeJuno

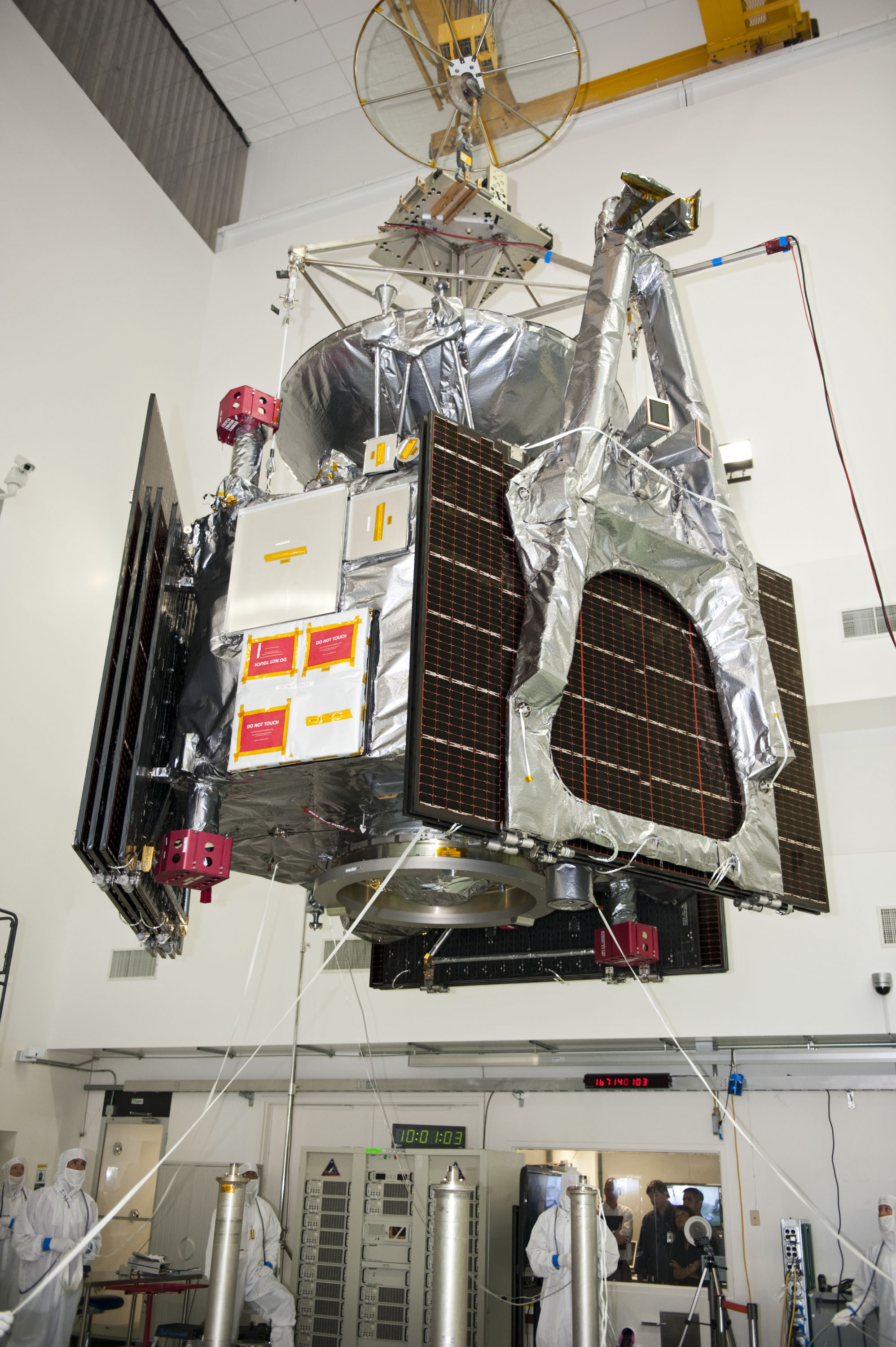
Juno en cours d'assemblage : l'adaptateur est situé au milieu du pont inférieur au centre duquel se trouve le propulseur principal et à l'opposé l'antenne grand gain. Les antennes du radiomètre sont sur le flanc non recouvert de panneaux solaires.

Juno est une sonde spatiale d'une masse de 3 625 kilogrammes dont 2 025 d'ergols utilisés essentiellement pour les corrections de trajectoire et l'insertion en orbite autour de Jupiter et environ 170 kilogrammes de charge utile répartis entre huit instruments scientifiques. La sonde est stabilisée par rotation (spinnée) et les instruments sont fixes. Les composants les plus sensibles sont placés dans un compartiment blindé pour les protéger lorsque l'orbite de la sonde autour de Jupiter coupe la ceinture de radiations. L'énergie est fournie par des panneaux solaires qui remplacent les générateurs thermoélectriques à radioisotope (RTG) habituellement utilisés pour les sondes à destination des planètes externes. Comparé à Galileo, le seul orbiteur l'ayant précédé, Juno est un engin moins coûteux mais beaucoup moins sophistiqué ; Galileo, d'une masse de 2,8 tonnes, emportait seize instruments scientifiques dont certains montés sur une plateforme stabilisée et d'autres sur une sonde atmosphérique qui, après s'être séparée du vaisseau principal, s'est enfoncée dans l'atmosphère de Jupiter pour en faire l'analyse.

### Architecture générale
Juno est composée d'un corps central formé d'un caisson de forme hexagonale encadré par un pont supérieur et un pont inférieur. Le caisson contient les six réservoirs de carburant de forme sphérique et le propulseur principal. Ce dernier débouche au centre du pont inférieur au milieu de l'adaptateur qui solidarise la sonde avec son lanceur. Les cloisons sont réalisées en matériau composite carbone sur une structure en nid d'abeilles. Le pont supérieur est surmonté par un compartiment blindé cubique de taille nettement plus réduite (1 mètre de côté) dans lequel est enfermée l'électronique sensible aux radiations. Des colonnes verticales situées sur les ponts inférieur et supérieur servent de support aux groupes propulseurs chargés du contrôle d'orientation. L'ensemble mesure 3,5 mètres de haut pour 3,5 mètres de diamètre. Les panneaux solaires sont regroupés en trois ailes repliables qui s'articulent sur le corps central. Une fois déployés, ils offrent une envergure de 20 mètres à la sonde. L'armoire blindée est elle-même surmontée par une antenne parabolique à grand gain de 2,5 mètres de diamètre qui assure les communications à haut débit avec les stations sur Terre. Pour pouvoir communiquer dans toutes les configurations de vol, la sonde dispose également sur le pont supérieur d'une antenne à moyen gain et d'une antenne à faible gain et sur le pont inférieur d'une antenne à faible gain toroïdale. L'emplacement des capteurs des instruments scientifiques, qui sont tous fixes, répond à plusieurs contraintes. Ils sont disposés de manière à pouvoir effectuer des observations dans des conditions optimales compte tenu de l'orientation de la sonde et de son axe de rotation. Cinq des instruments sont situés sur le pourtour du pont supérieur ou du pont inférieur. Les longues antennes WAVES sont fixées sur le pont inférieur. Les capteurs du magnétomètre sont placés à l'extrémité d'une des ailes pour que les mesures ne soient pas perturbées par l'électronique tandis que les antennes plates du radiomètre occupent deux des six flancs du corps central de la sonde. Leur taille est une des contraintes importantes qui ont dû être prises en compte dans le dimensionnement de la sonde. La plus grande partie de l'électronique permettant aux instruments scientifiques de fonctionner est confinée dans le compartiment blindé où se trouvent notamment les calculateurs et les centrales à inertie,.

### Télécommunications

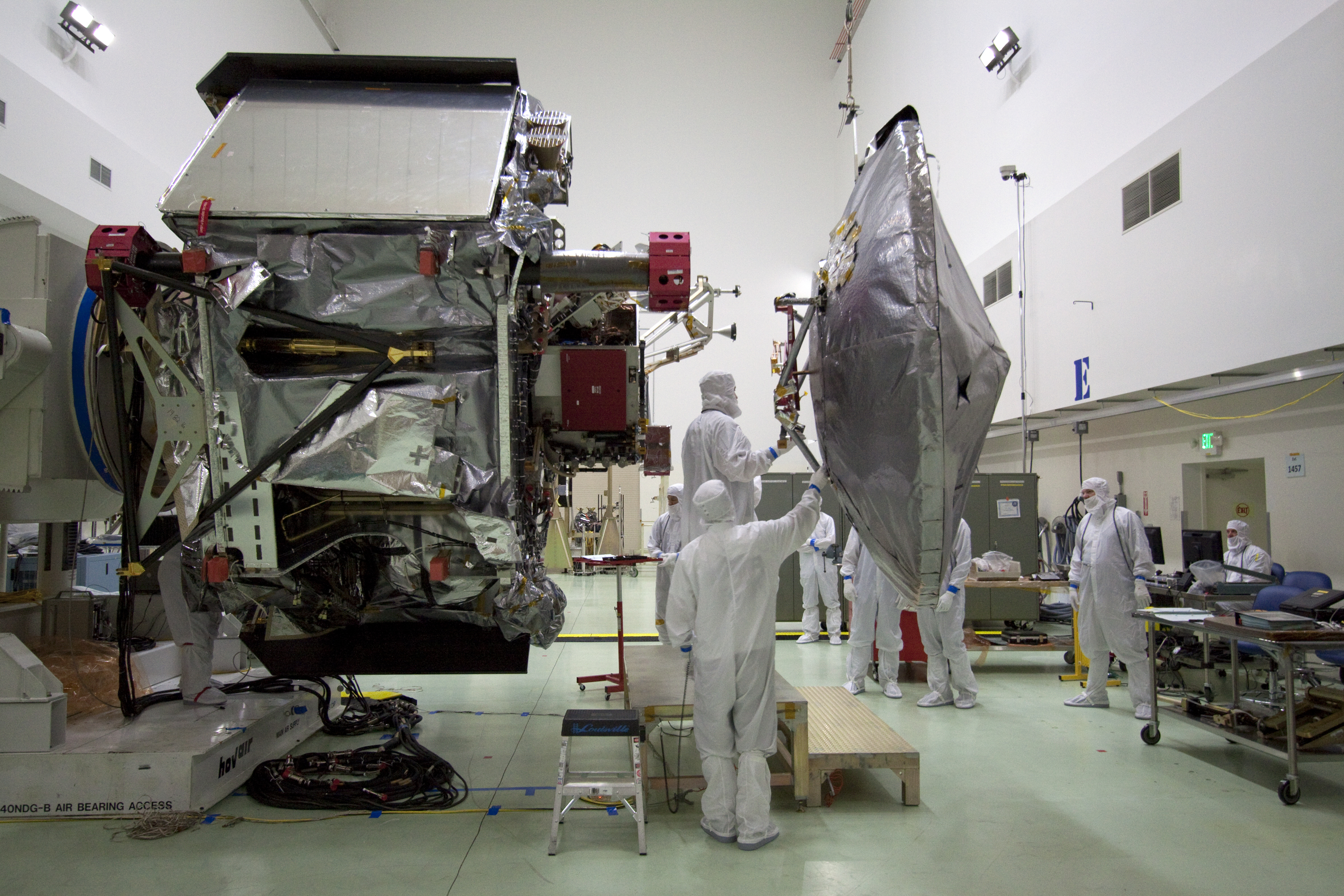
L'antenne parabolique grand gain en cours d'assemblage avec le corps de la sonde.

La sonde Juno dispose de plusieurs antennes pour communiquer avec les stations de réception sur Terre dans les différentes orientations adoptées durant la mission.

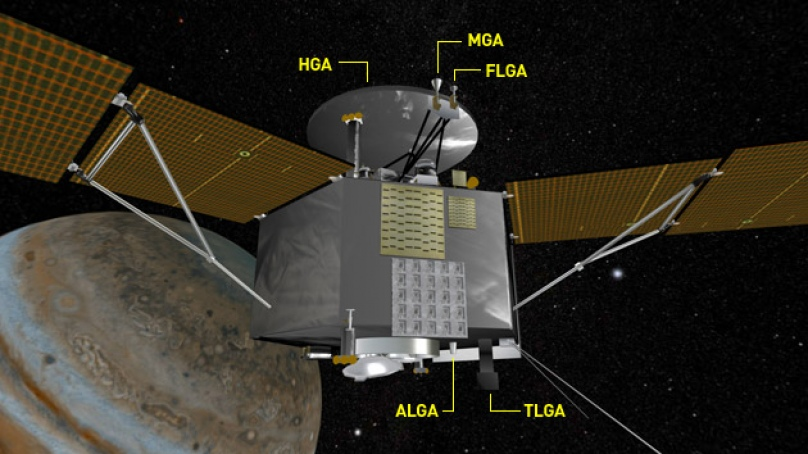
Schéma montrant l'emplacement des antennes de Juno.

 Les échanges de données passent essentiellement par l'antenne parabolique grand gain (HGA) de 2,5 mètres de diamètre dont le débit est le plus important. Celle-ci n'est pas orientable et son axe est aligné avec la normale aux panneaux solaires. L'antenne principale transmet l'ensemble des données scientifiques recueillies mais joue également un rôle scientifique important : elle est utilisée pour l'expérience de radiogravité qui doit permettre de fournir des informations sur la structure de la planète. L'antenne moyen gain (MGA) tournée vers l'avant comme l'antenne grand gain nécessite un pointage vers la Terre moins fin que celle-ci et peut être utilisée lorsque l'antenne principale ne peut pas être orientée avec suffisamment de précision vers la Terre ; c'est le cas notamment durant une partie du transit entre la Terre et Jupiter lorsque l'orientation des panneaux solaires vers le Soleil est privilégiée par rapport au pointage de l'antenne principale. Les deux antennes faible gain (LGA) l'une tournée vers l'avant, l'autre vers l'arrière nécessitent un pointage très grossier mais en contrepartie disposent d'un débit très faible. Ces antennes sont utilisées lorsque la sonde entre en mode de survie (safe mode) pour qu'une liaison minimale puisse être établie avec les équipes sur la Terre. L'antenne moyen gain toroïdale (Toroidal Low Gain Antenna ou TLGA) est tournée vers l'arrière et émet un signal qui couvre les angles morts des antennes faible gain sur les côtés de la sonde. Elle joue un rôle crucial durant les manœuvres de correction de trajectoire et d'insertion en orbite autour de Jupiter. La sonde utilise pour communiquer avec la Terre les bandes Ka et X. Le débit descendant (de la sonde vers la Terre) est de 40 kilobits par seconde durant une partie du transit et de 18 kilobits par seconde durant la phase scientifique de la mission. Le débit ascendant est au maximum de 2 kilobits par seconde. Les antennes de 70 mètres de diamètre du Deep Space Network sont utilisées ponctuellement durant les manœuvres critiques mais l'essentiel des données passe par les antennes de 34 mètres. Le volume de données à transférer est d'environ 2,3 gigabits à chaque orbite,,.

### Contrôle d'attitude
Juno est stabilisée par rotation (spinnée) autour de son axe vertical qui est constamment pointé vers le Soleil. Cette solution a été préférée à une stabilisation 3 axes (orientation fixe) pour deux raisons : d'une part elle permet de réduire la consommation de l'énergie électrique peu abondante en supprimant le recours aux roues de réaction pour contrôler l'orientation ; d'autre part elle simplifie la mise en œuvre des instruments de mesure de champ (magnétomètre, WAVES) et de particules (JADE, JEDI) qui peuvent ainsi effectuer leurs observations dans toutes les directions. Les instruments d'observation à distance comme le radiomètre ou les spectromètres UVS et JIRAM, sont entraînés par le mouvement de la sonde contrairement à ce qui avait été retenu pour la sonde Galileo. Les inconvénients pour ces instruments ont été jugés mineurs. La vitesse de rotation de la sonde prend plusieurs valeurs : 1 tour par minute durant le transit entre la Terre et Jupiter, 5 tours par minute durant les manœuvres de correction de trajectoire, 2 tours par minute lorsque les instruments scientifiques fonctionnent à proximité de Jupiter. Les instruments scientifiques sont placés à la périphérie du corps de la sonde de manière à balayer la planète à chaque rotation. Durant le survol rapproché de Jupiter, il est nécessaire de connaître la position précise de la sonde, pour la précision des relevés. Des viseurs d'étoiles ont dû être développés spécifiquement pour fonctionner malgré la rotation de la sonde tout en résistant aux radiations à forte énergie que subit la sonde durant une partie de sa trajectoire.

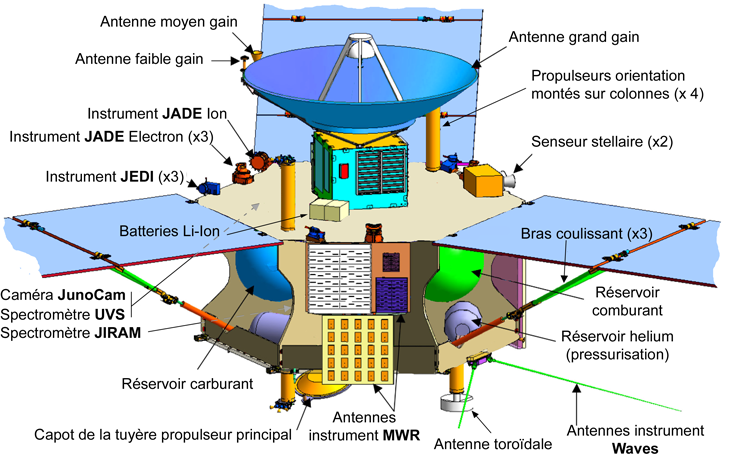
Schéma 7 : diagramme de Juno.

### Calculateur et logiciels embarqués
Le calculateur utilise un microprocesseur RAD750 disposant d'une mémoire de masse de 250 mégaoctets au format flash et de 128 mégaoctets de mémoire vive de type DDR. Théoriquement il peut traiter jusqu'à cent millions de bits par seconde de données scientifiques. Un signal envoyé depuis la Terre met 45 minutes pour parvenir à Juno. En conséquence, le logiciel qui pilote le fonctionnement de la sonde est conçu pour que celle-ci puisse enchainer les opérations de manière complètement autonome. Les logiciels qui commandent les instruments scientifiques sont complètement séparés du logiciel de la plateforme pour éviter tout risque de corruption de l'un par l'autre. Ces logiciels peuvent être actualisés par téléchargement depuis la Terre.

### Énergie électrique

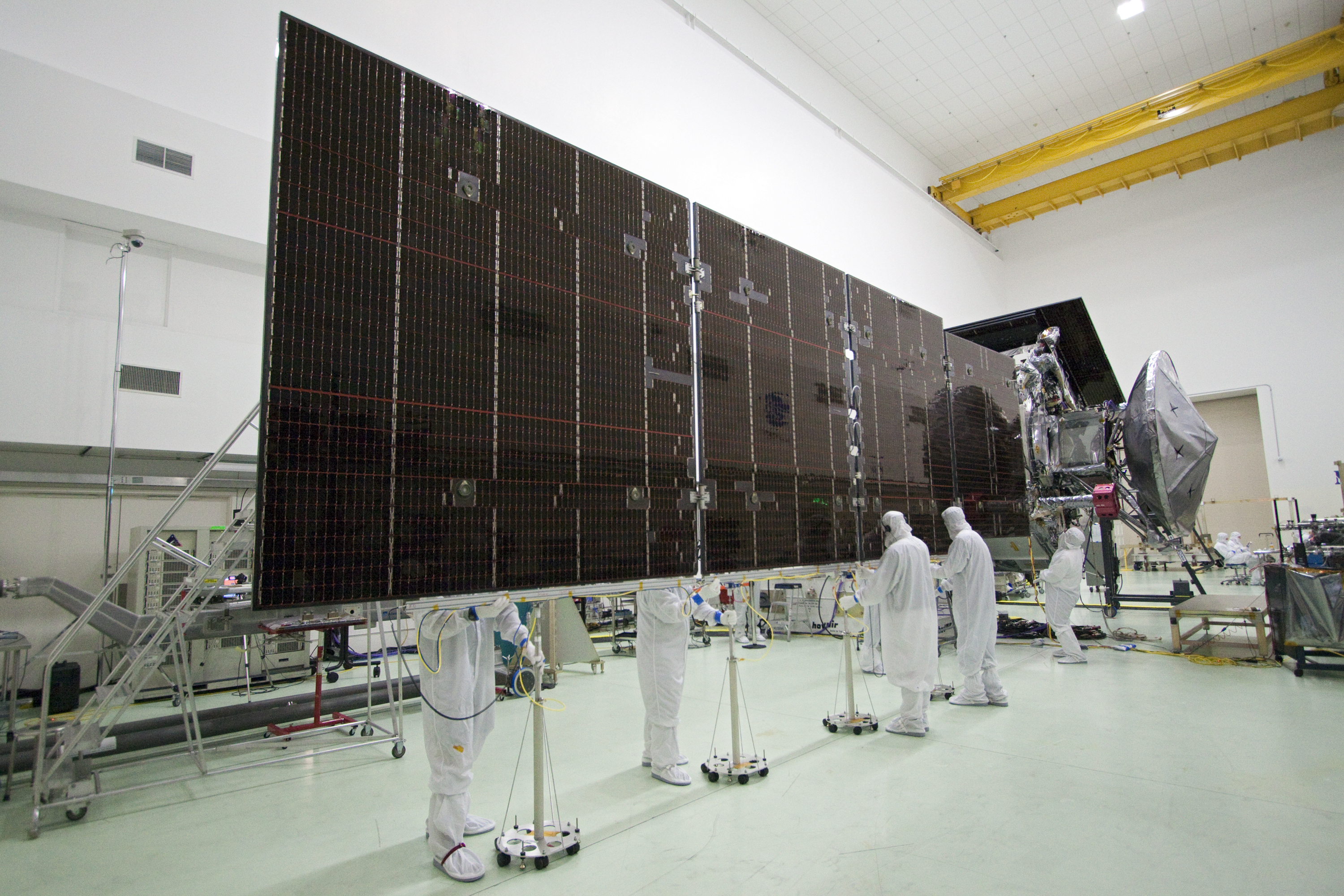
Les panneaux solaires d'une des trois « ailes » de Juno en cours de tests.

La planète Jupiter est cinq fois plus éloignée que la Terre du Soleil, et la sonde Juno reçoit, lorsqu'elle orbite autour de Jupiter, 2 à 3 % de l'énergie solaire dont elle dispose au niveau de l'orbite terrestre. Pour cette raison les sondes lancées vers Jupiter et au-delà ont jusqu'à présent eu recours pour la fourniture d'énergie à des générateurs thermoélectriques à radioisotope (RTG) qui, contrairement aux panneaux solaires, ne dépendent pas de l'éclairement. Juno est la première sonde lancée vers une planète extérieure à utiliser des panneaux solaires. Plusieurs raisons sont invoquées par la NASA : la mise en œuvre des RTG est complexe et coûteuse ; compte tenu du profil de son orbite, les besoins électriques ne sont importants que durant six heures par période de onze jours (durée d'une orbite) ; les progrès de la technologie dans le domaine des cellules photovoltaïques ont permis un gain de puissance de 50 % en vingt ans et les panneaux solaires sont plus résistants aux radiations. En utilisant l'énergie solaire, la NASA évite également les protestations soulevées par le lancement des RTG contenant du plutonium qui pourrait retomber sur Terre en cas d'échec au lancement. Cependant, la NASA a planifié plusieurs autres projets utilisant des RTG.
Pour répondre aux besoins générés par les instruments scientifiques, les télécommunications et le maintien en fonctionnement de la sonde dans l'environnement froid de Jupiter, Juno dispose de 45 m2 de cellules solaires (surface totale des panneaux de 60 m2). Celles-ci sont réparties sur trois ailes de 8,86 mètres de long formées chacune d'un petit panneau (2,02 × 2,36 mètres) et de trois panneaux plus importants (2,64 × 2,64 mètres) articulés entre eux. Sur l'une des ailes, le panneau d'extrémité est remplacé par le support du magnétomètre, ainsi placé à distance de l'électronique qui aurait pu fausser les mesures. Les panneaux sont déployés une fois la sonde placée en orbite. L'énergie théorique fournie est de 15 000 watts au niveau de l'orbite terrestre et de 428 watts lorsque la sonde est en orbite autour de Jupiter. La trajectoire et l'orientation de la sonde sont choisis pour que les panneaux solaires soient en permanence éclairés avec une incidence perpendiculaire des rayons du Soleil. La seule période d'éclipse se produit lors du survol de la Terre au cours duquel le Soleil est masqué durant dix minutes. Deux batteries lithium-ion de 55 ampères-heures permettent de stocker l'énergie. L'angle des ailes avec le corps central de la sonde est réglé par un bras articulé qui permet de le modifier légèrement pour compenser le déplacement du centre de masse de la sonde après chaque utilisation du moteur principal,,.

### Protection contre les radiations

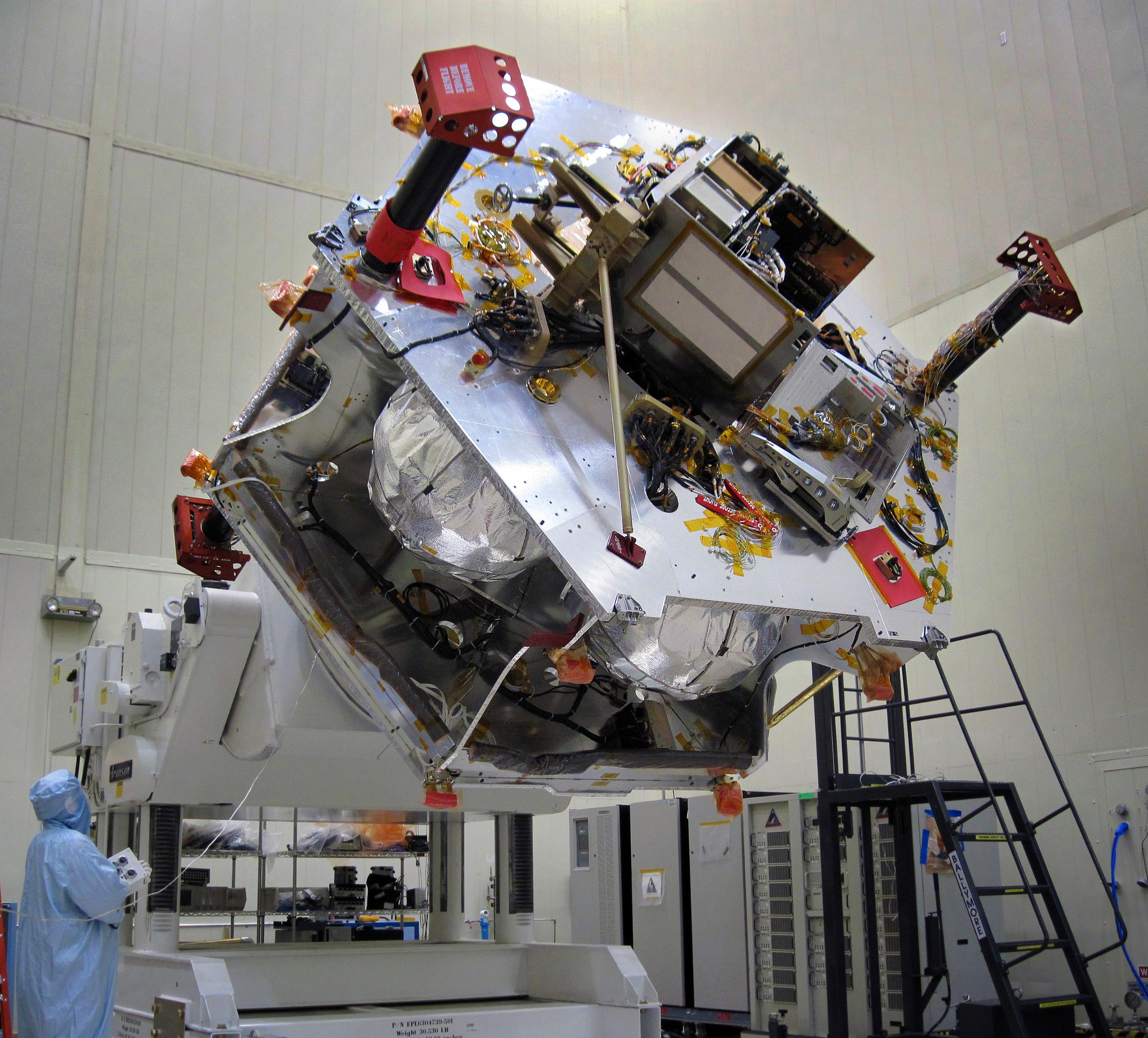
Le compartiment blindé est le cube situé sur le pont supérieur de la sonde.

Juno, durant son séjour à proximité de Jupiter, traverse à chaque orbite la ceinture de radiations en forme de tore qui entoure Jupiter au niveau de l'équateur. Le rayonnement ionisant présent dans ces régions est dû au piégeage et à l'accélération des particules par le champ magnétique particulièrement puissant de la planète. Les panneaux solaires, les plus exposés, seront soumis à 1 million de sieverts au cours de la durée de la mission (environ une année terrestre). Ces radiations affectent le fonctionnement de l'électronique. L'effet peut être temporaire : par exemple une unité élémentaire de la mémoire change d'état (un bit passe de 0 à 1) ce qui peut avoir des conséquences graves lorsque cette modification touche l'instruction d'un programme. Il peut y avoir également dégradation permanente de composants par génération de paires électrons-trous dans les couches isolantes, créant des courants parasites qui perturbent ou ne permettent plus le fonctionnement du composant. Les performances des panneaux solaires ou la qualité des éléments d'optique sont également affectées. Pour tenir compte de ces effets, la sonde est conçue pour graviter sur une trajectoire spécifique avec une courte durée dans la zone d'intense radiation.
Pour réduire les impacts nocifs de la ceinture de radiations de Jupiter, les sondes qui ont précédé Juno se sont, soit tenues écartées de celle-ci, soit n'y ont effectué que de brefs séjours. La mission fixée à la sonde Juno la contraint à subir des expositions beaucoup plus longues. Pour limiter les coûts, les concepteurs de Juno ont choisi d'utiliser des équipements électroniques déjà disponibles qui n'ont pas subi un durcissement leur permettant de supporter l'environnement particulièrement hostile de cette mission. Pour les protéger des rayonnements intenses, les équipements les plus sensibles sont enfermés dans un coffre cubique blindé de près d'un mètre de côté. Chacune des six parois de ce compartiment est constituée d'une plaque en titane épaisse de 1 centimètre environ et d'une masse de 18 kilogrammes qui doit arrêter une partie du rayonnement. Les équipements situés à l'intérieur du blindage ne devraient pas recevoir plus de 250 sieverts durant toute la mission. Les équipements situés à l'extérieur du coffre blindé disposent d'une protection locale qui est fonction de leur sensibilité aux radiations,.

### Contrôle thermique
La sonde subit des écarts thermiques importants au cours de sa mission, avec une trajectoire qui s'approche à 0,8 unité astronomique (UA) du Soleil, et se situe à environ cinq UA durant le séjour près de Jupiter. Pour protéger les composants sensibles de la sonde contre les températures extrêmes rencontrées, Juno utilise une combinaison de moyens passifs (couches d'isolants, peintures) et de moyens actifs (résistances, ouvertures à dimension variable). Lorsque la sonde est relativement proche du Soleil, l'antenne parabolique s'interpose entre celui-ci et le compartiment blindé qui renferme l'électronique sensible,.

### Propulsion
La propulsion principale est assurée par un moteur-fusée biergol de 645 newtons de poussée et 317 secondes d'impulsion spécifique qui consomme un mélange hypergolique d'hydrazine et de peroxyde d'azote. Ce propulseur de type Leros-1b est réservé aux principales corrections de trajectoire et est chargé d'insérer Juno en orbite autour de Jupiter. La sonde dispose par ailleurs de quatre groupes de petits moteurs-fusées monergol consommant de l'hydrazine (Rocket Engine Module ou REM) constitués chacun de deux propulseurs permettant de réaliser une poussée transversale et un propulseur permettant d'effectuer une poussée axiale. Deux REM sont placés sur le pont supérieur et deux sur le pont inférieur. Les REM sont capables d'assurer toutes les corrections d'orbite et d'orientation postérieures à l'insertion de Juno sur son orbite définitive,.

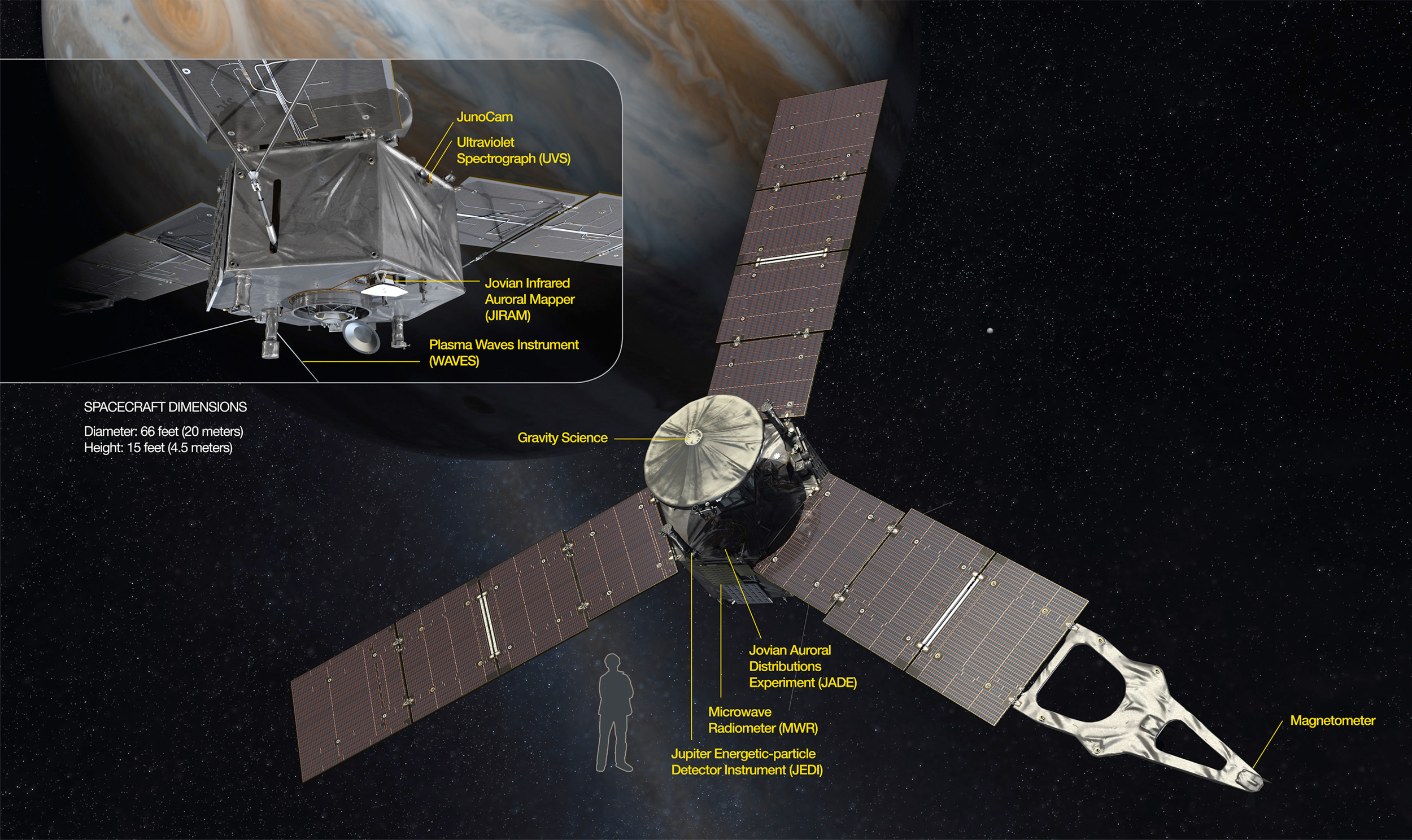
La sonde et ses instruments scientifiques (vue d'artiste).

## Équipements scientifiques

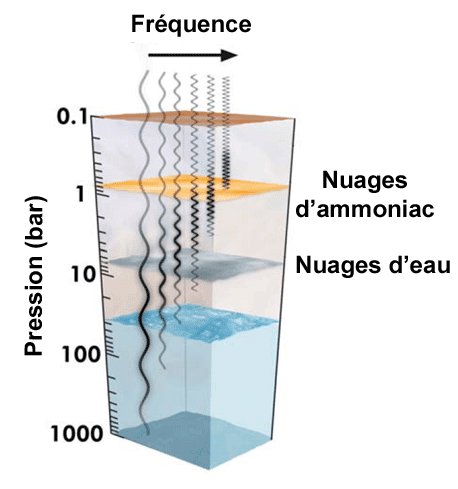
Schéma 8 : les longueurs d'onde des émissions radio reçues par le radiomètre MWR reflètent les caractéristiques de l'atmosphère à différentes profondeurs (jusqu'à 500 km de profondeur).

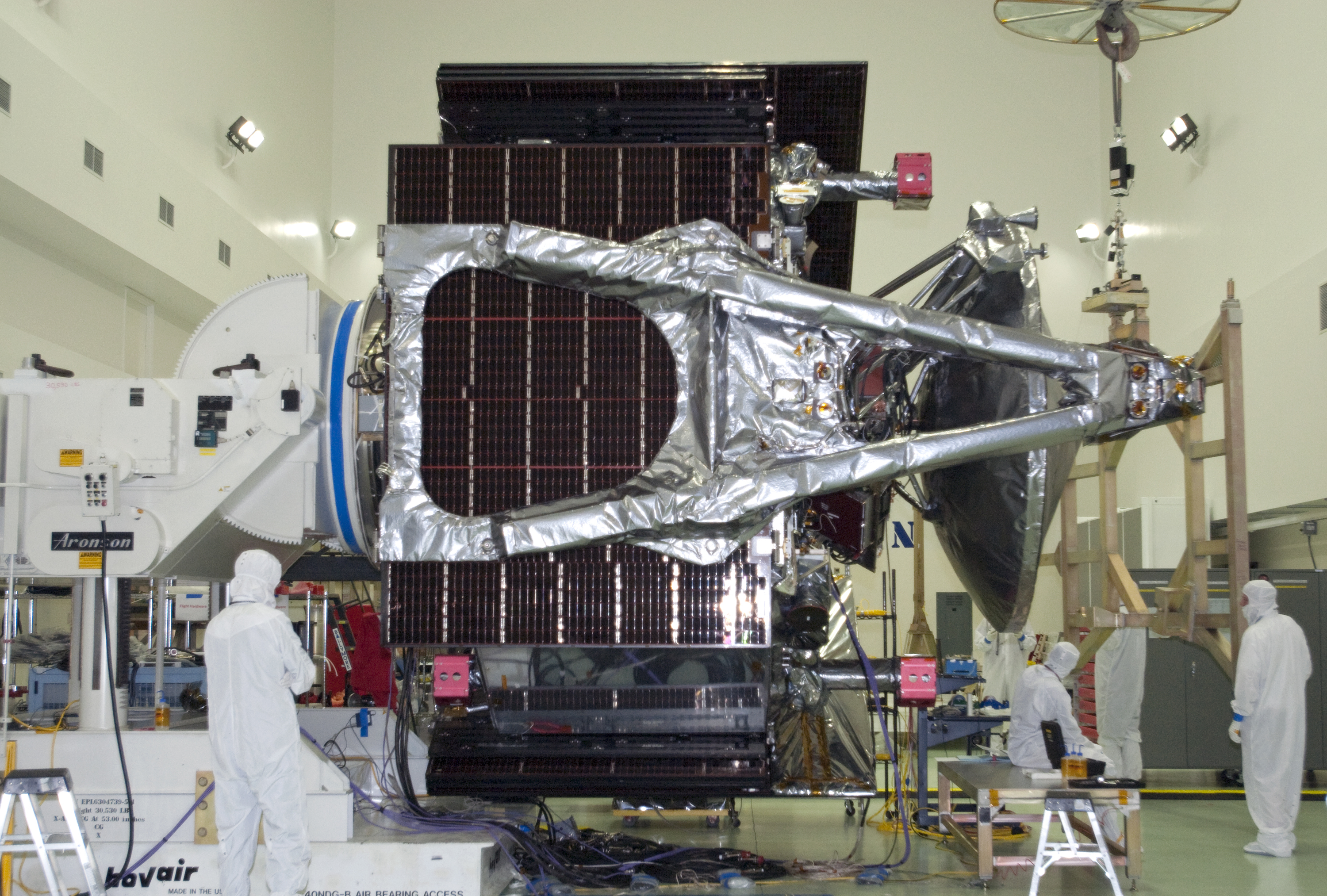
Les capteurs du magnétomètre sont installés au bout d'une des trois « ailes », ici repliée, portant les panneaux solaires.

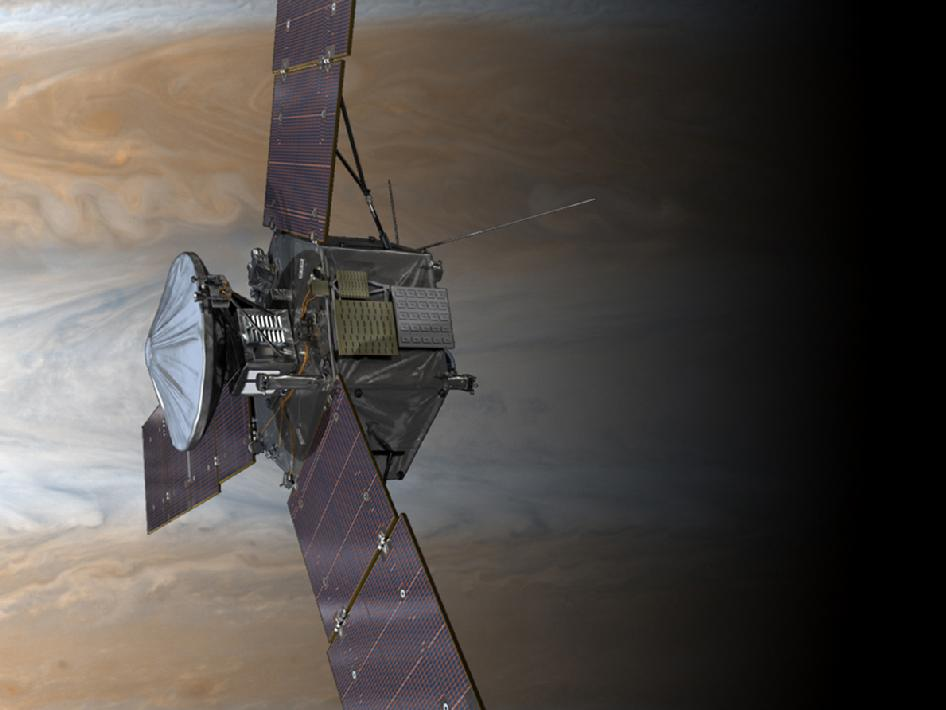
Cette vue d'artiste de la sonde permet de distinguer de gauche à droite, l'antenne grand gain qui coiffe le compartiment blindé, les antennes plates du radiomètre MWR sur le flanc du corps de la sonde et l'antenne en V de l'instrument WAVES.

Juno emporte huit ensembles d'instruments comprenant en tout 29 capteurs ainsi que la caméra (JunoCam). Ces instruments comprennent un radiomètre à micro-ondes (MWR) destiné à sonder les couches profondes de l'atmosphère de la planète, un magnétomètre (MAG) chargé de mesurer le champ magnétique interne et externe et une expérience de mesure de la gravité par ondes radio (GS, Gravity Science), pour établir la structure interne de Jupiter. Enfin cinq instruments sont plus particulièrement destinés à l'étude de la magnétosphère et des aurores polaires : un spectromètre infrarouge (JIRAM), un spectromètre ultraviolet (UVS), un détecteur d'ondes de plasma et d'ondes radio (WAVES) et les deux détecteurs de particules énergétiques JEDI et JADE.
Pour limiter les risques et les coûts, tous les instruments sont fournis par des équipes qui peuvent s'appuyer sur des dispositifs embarqués à bord d'une des sondes suivantes : New Horizons, Mars Global Surveyor, Cassini ou Galileo. Mais la mission de Juno est exigeante en matière de performances et de conditions rencontrées, ce qui a souvent imposé de faire évoluer les instruments existants. Ainsi le magnétomètre doit pouvoir mesurer un champ magnétique de 16 gauss, soit deux ordres de magnitude au-dessus des instruments développés auparavant ; tous les instruments doivent faire face à des écarts de température liés à la trajectoire de la sonde, qui se trouve peu après son lancement à 0,8 unité astronomique (UA) du Soleil, et durant la phase de l'étude scientifique à environ 5 UA.

### Radiomètre MWR
Le radiomètre à micro-ondes (Microwave Radiometer ou MWR) comporte 6 antennes montées sur deux des flancs du corps hexagonal de la sonde. Celles-ci permettent d'effectuer des mesures des ondes électromagnétiques émises sur autant de fréquences, toutes situées dans le domaine des micro-ondes : 600 MHz, 1,2 GHz, 2,4 GHz, 4,8 GHz, 9,6 GHz et 22 GHz. En effet, les nuages dans les couches profondes de l'atmosphère jovienne émettent dans toutes les fréquences radio, mais seules les fréquences micro-ondes parviennent à traverser une grande épaisseur d'atmosphère. Le radiomètre doit permettre de mesurer l'abondance de l'eau, ainsi que celle de l'ammoniac, dans les couches profondes de l'atmosphère, jusqu'à 200 bars de pression, soit 500 à 600 kilomètres de profondeur (le précédent sondage effectué par la sonde Galileo explorait jusqu'à 22 bars). La combinaison des différentes longueurs d'onde et de l'angle de l'émission doit permettre d'obtenir un profil de température à différents étages de l'atmosphère (schéma 8). Les données recueillies permettront de déterminer jusqu'à quelle profondeur s'effectue la circulation atmosphérique,,.

### Magnétomètre MAG
Le magnétomètre (MAG), développé par le Centre de vol spatial Goddard de la NASA, est capable d'indiquer la direction et l'intensité du champ grâce à deux capteurs vectoriels (FGM, Flux Gate Magnetometer) pour mesurer le vecteur du champ magnétique et un troisième capteur scalaire (SHM, Scalar Helium Magnetometer) pour en évaluer l'intensité. Les magnétomètres sont montés à l'extrémité d'une des trois ailes supportant les panneaux solaires. Chaque capteur est associé à un viseur d'étoiles développé par une équipe danoise qui permet de connaître avec précision l'orientation du capteur. Le magnétomètre doit permettre de dresser une carte d'une grande précision des champs magnétiques qui s'étendent à l'extérieur et à l'intérieur de la planète,,.

### Expérience de radiogravité GS
L'expérience de mesure de la gravité par ondes radio (Gravity Science, GS) doit permettre de dresser une carte de la distribution des masses à l'intérieur de Jupiter. La répartition non homogène de la masse au sein de Jupiter induit de faibles variations de la gravité tout au long de l'orbite suivie par la sonde lorsqu'elle longe au plus près la surface de la planète. Ces variations de gravité entraînent à leur tour de petites modifications de vitesse de la sonde. L'expérience de radiogravité consiste à détecter ces dernières en mesurant l'effet Doppler sur les émissions radio émises par Juno en direction de la Terre en bande Ka et bande X, une gamme de fréquences qui permettent de mener l'étude avec moins de perturbations liées au vent solaire ou à l'ionosphère terrestre,,.

### Les détecteurs de particules énergétiques JADE et JEDI
Les détecteurs de particules énergétiques JADE (Jovian Auroral Distributions Experiment) mesurent la distribution angulaire, l'énergie et le vecteur vitesse des ions et électrons à faible énergie (ions entre 13 eV et 20 keV, électrons entre 200 eV et 40 keV) présents dans les aurores polaires, ainsi que la masse de ces ions. Il comprend un spectromètre de masse pour les ions, et 3 analyseurs d'électrons. Sur JADE comme sur JEDI (l'instrument suivant), les 3 analyseurs d'électrons sont installés sur trois des côtés du plateau supérieur ce qui permet une fréquence de mesure trois fois plus importante,.
Les détecteurs de particules énergétiques JEDI (Jupiter Energetic particle Detector Instrument) mesurent la distribution angulaire et le vecteur vitesse des ions et électrons à grande énergie (ions entre 20 keV et 1 000 keV, électrons entre 40 keV et 500 keV) présents dans les aurores polaires. JEDI comprend trois capteurs identiques assignés à l'étude des ions, notamment d'hydrogène, hélium, oxygène, soufre,.

### Mesure des ondes radio et magnétiques WAVES
L'antenne dipolaire (WAVES) mesure les ondes radio et les ondes de plasma qui se propagent dans la magnétosphère de Jupiter pour étudier les interactions entre le champ magnétique, l'atmosphère et la magnétosphère. Le capteur de WAVES est une antenne en V de quatre mètres de long dont l'une des branches mesure la composante électrique des ondes tandis que l'autre mesure les fluctuations magnétiques,.

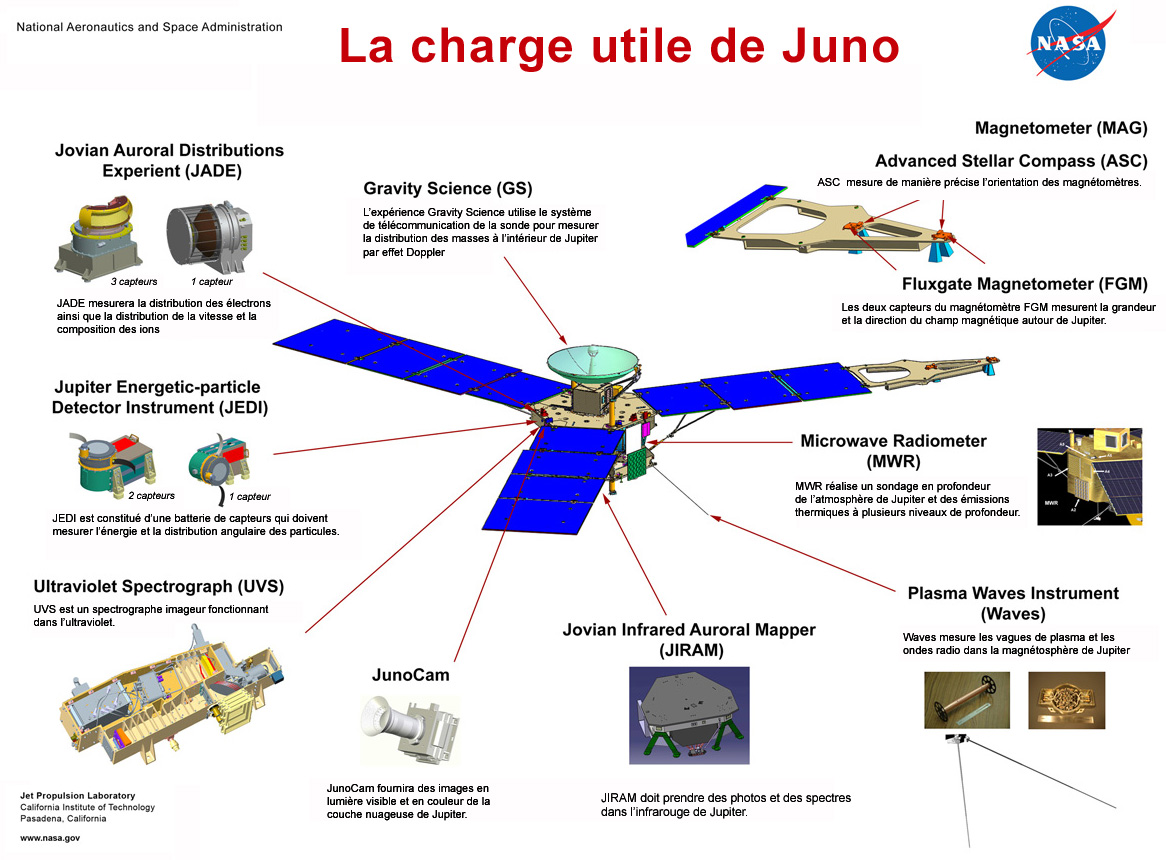
Schéma 9 : disposition des instruments scientifiques de Juno.

### Spectromètre ultraviolet UVS

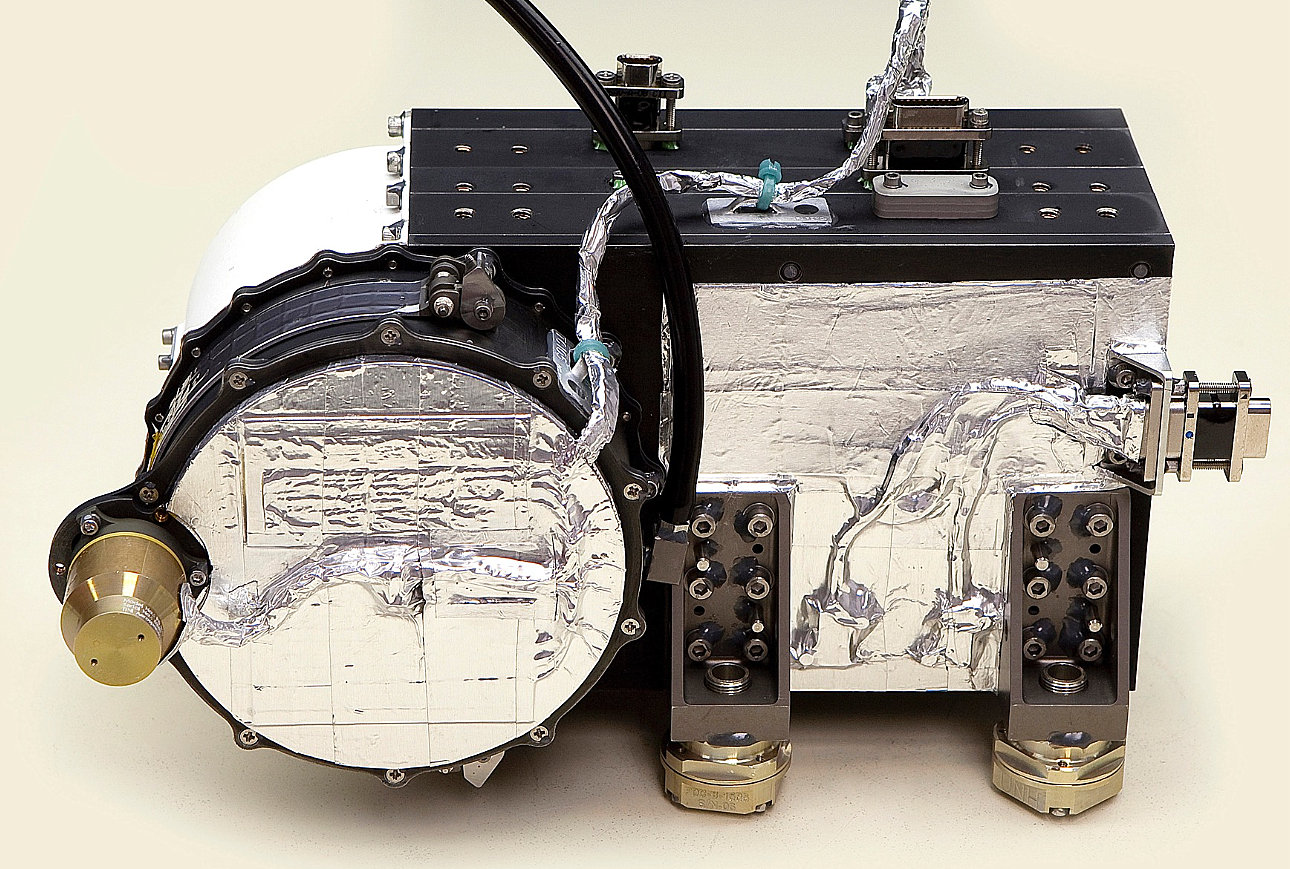
Un des trois détecteurs de particules énergétiques JEDI.

Le spectromètre ultraviolet UVS (UV spectrograph) prend des photos des aurores de Jupiter dans l'ultraviolet (78-205 nanomètres) avec une résolution spectrale inférieure à trois nanomètres et une résolution spatiale inférieure à 500 kilomètres. Combiné avec les données des instruments JADE et JEDI, ces images doivent permettre de comprendre la relation existant entre les aurores, les flux de particules qui les créent et l'ensemble de la magnétosphère. Les images obtenues alors que la sonde passe directement au-dessus des zones polaires devraient être d'une bien meilleure qualité que celles existantes, fournies par le télescope spatial Hubble,.

### Spectromètre infrarouge JIRAM
Le spectromètre imageur JIRAM (Jupiter Infrared Aural Mapper) fonctionnant dans le proche infrarouge (entre 2 et 5 microns) effectue des sondages dans les couches supérieures de l'atmosphère jusqu'à une profondeur comprise entre 50 et 70 kilomètres, où la pression atteint cinq à sept bars. JIRAM doit notamment fournir des images des aurores dans la longueur d'onde de 3,4 microns, dans des régions où abondent les ions H3+. L'instrument doit également ramener des données sur les zones dépourvues de nuages, qui se créent parfois dans l'atmosphère de Jupiter (les hot spots), qui constituent des fenêtres sur les couches internes de l'atmosphère. En mesurant la chaleur irradiée par l'atmosphère de Jupiter, JIRAM peut déterminer comment les nuages chargés d'eau circulent sous la surface. Certains gaz, en particulier le méthane, la vapeur d'eau, l'ammoniac et la phosphine, absorbent certaines longueurs d'onde dans le spectre infrarouge. L'absence de ces longueurs d'onde dans les spectres relevés par JIRAM est une manière de détecter la présence de ces gaz. JIRAM est un bonus ajouté à la charge utile après la sélection de la mission : il n'a pas été exigé que cet instrument satisfasse aux exigences de résistance aux radiations. Cet instrument est fourni par l'Institut national d'astrophysique italien,,.

### Caméra en lumière visible JunoCam

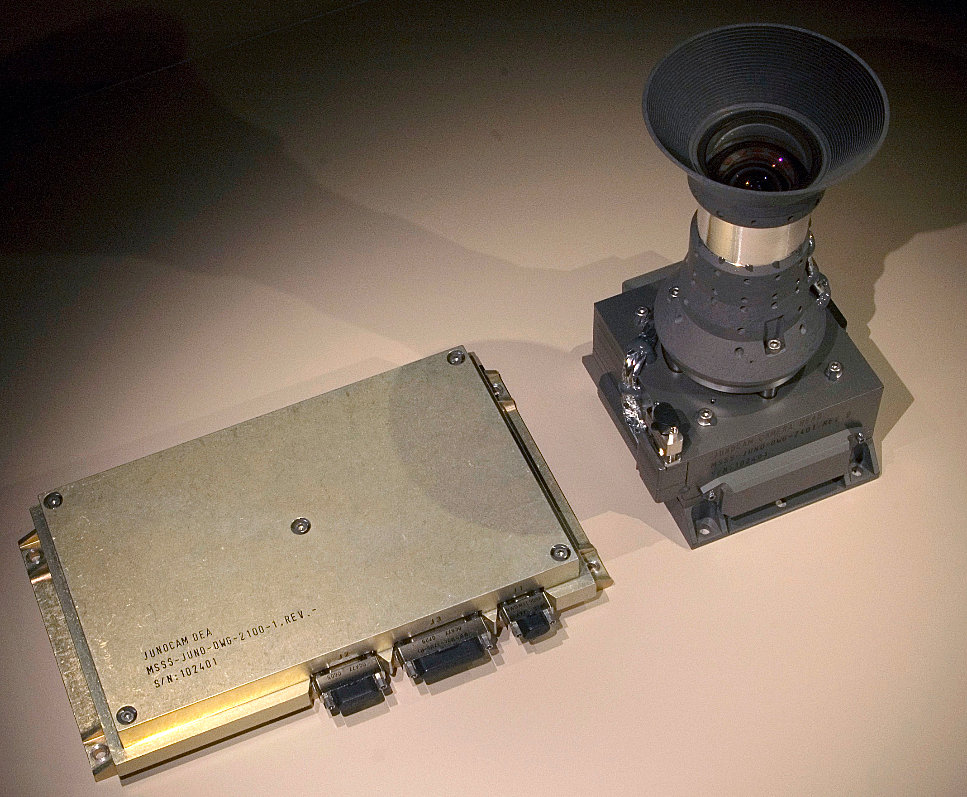
Caméra JunoCam et son boîtier électronique.

La sonde emporte également une caméra couleur (JunoCam) fonctionnant en lumière visible (400-900 nanomètres), qui ne répond à aucun objectif scientifique. Elle doit fournir les premières images des pôles de Jupiter avec une résolution de 1 pixel pour 15 kilomètres. JunoCam a une optique grand angle avec un angle de champ de 58 degrés. JunoCam est développée à partir de la caméra de descente MARDI de la sonde martienne Mars Science Laboratory lancée à la fin de l'année 2011. Son blindage, moins épais que celui des autres instruments, est conçu pour résister aux radiations durant au moins sept orbites,.

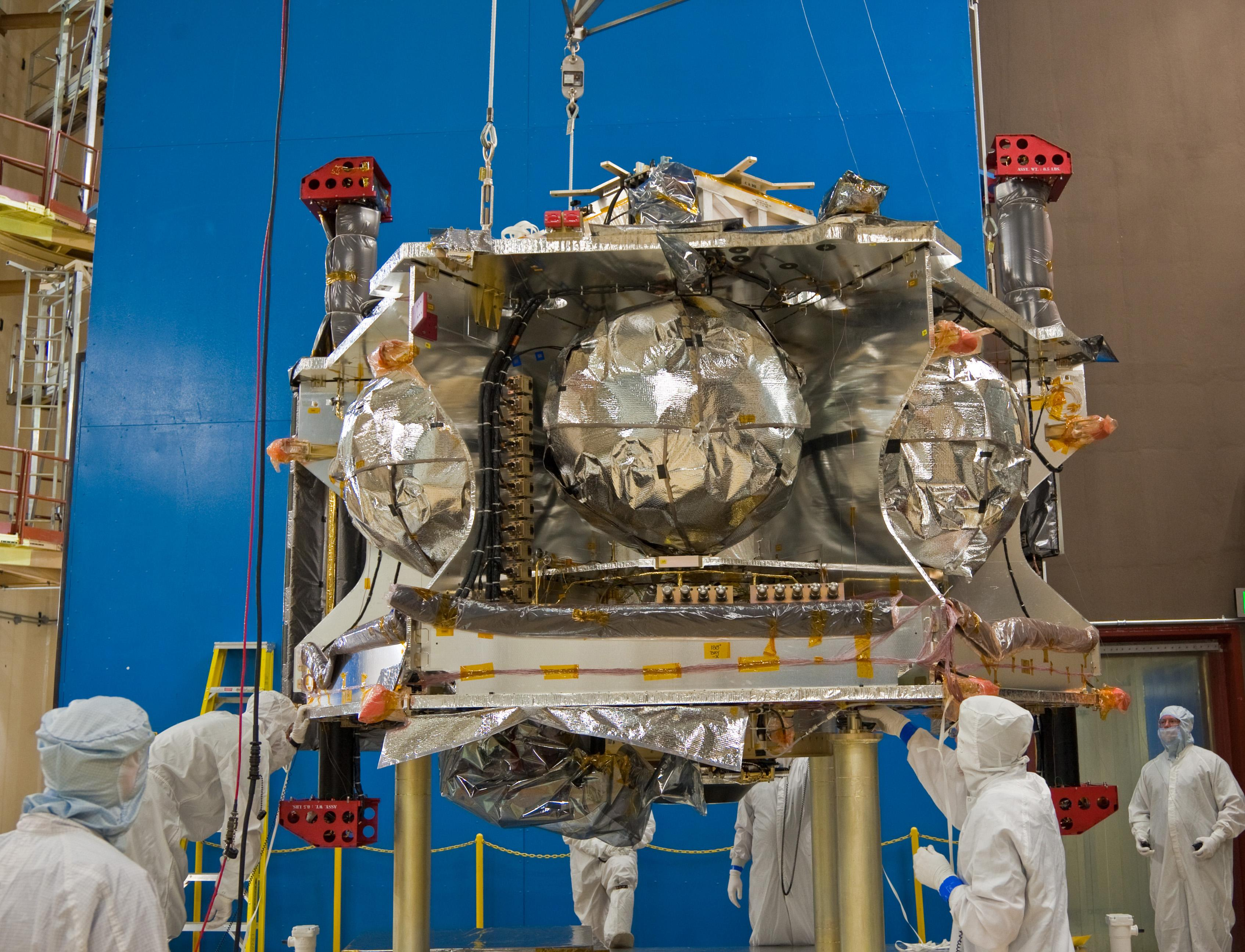
Préparation de la sonde pour des tests acoustiques.

| Composant                              | Masse (kg) | Consommation électrique (watts) |
| -------------------------------------- | ---------- | ------------------------------- |
| Magnétomètre FGM                       | 15,25      | 12,5/12,5                       |
| Magnétomètre SHM                       | 9,08       | 6,5/6,5                         |
| Instrument ondes radio et plasma WAVES | 10,87      | 9,6/9,6                         |
| Détecteur de particules JADE           | 27,52      | 17,3/17,3                       |
| Détecteur de particules JEDI           | 21,6       | 9,7/9,7                         |
| Radiomètre micro-ondes MWR             | 42,13      | 32,6/0                          |
| Spectrographe ultraviolet UVS          | 13,65      | 11,8/11,8                       |
| Caméra infrarouge JIRAM                | 13,1       | 18,4/0                          |
| Caméra lumière visible JunoCam         | 1          | 6/6                             |
| Total charge utile                     | 173,7      | 124/73,4                        |
| Masse sèche                            | 1 593      | -                               |
| Carburant                              | 2 032      | -                               |
| Sonde                                  | 3 625      | -                               |
| 1. 2.                                  |            |                                 |

## Histoire du projet

Juno est placé dans une chambre à vide pour des tests thermiques.

### Sélection de la mission
En 2003, le Conseil national de la recherche des États-Unis publie l'Étude décennale 2003-2013 des sciences planétaires (Planetary Science Decadal Survey). Comme dans ses versions antérieures, ce document fait un état des lieux des questions les plus importantes touchant aux sciences planétaires, et propose une stratégie d'exploration spatiale et astronomique, pour la décennie suivante, cohérente avec ces interrogations. Le rapport de 2003, intitulé 2003-2013, New Frontiers in the Solar System, identifie douze axes de recherche et définit sept missions spatiales (en excluant celles consacrées à la planète Mars) à lancer en priorité. À côté d'une mission lourde à destination de la lune de Jupiter, Europe, et de l'extension de la mission de la sonde Cassini, figurent cinq missions de classe moyenne, c'est-à-dire d'un coût compris à l'époque entre 325 et 650 millions de dollars US : ce sont l'exploration de Pluton et de la ceinture de Kuiper (mission New Horizons), une mission de retour d'échantillon depuis le pôle sud de la Lune (Lunar South Pole-Aitken Basin Sample Return), un orbiteur placé sur une orbite polaire autour de Jupiter, emportant trois sondes atmosphériques (Jupiter Polar Orbiter with Probe, qui deviendra Juno), une mission d'étude in situ de Vénus (Venus In-Situ Explorer) et une mission de retour d'échantillon depuis une comète (Comet Surface Sample Return),.
L'une des conséquences de cette étude est la création par la NASA d'une nouvelle classe de missions spatiales interplanétaires : le programme New Frontiers regroupe des projets d'exploration du Système solaire nécessitant un budget de taille moyenne, avec un coût plafonné à 900 millions de dollars hors lancement (en 2011). Ce type de mission s'intercale entre les missions du programme Flagship, au budget non plafonné, mais rares (une par décennie), comme Mars Science Laboratory (2,5 milliards de dollars) et les missions du programme Discovery, comme MESSENGER, dont le coût ne doit pas excéder 450 millions de dollars, mais dont la cadence de lancement est relativement rapprochée (six missions pour la décennie 2000). La première mission du programme New Frontiers est New Horizons. Juno est la deuxième mission ; elle est sélectionnée parmi sept autres propositions le 1er juin 2005, à la suite d'un appel à candidatures lancé par la NASA en février 2004. La sonde est baptisée Juno, Junon en français, déesse et épouse du maître des dieux Jupiter dans la mythologie romaine, car sa mission est notamment de révéler ce que cache Jupiter derrière ses nuages, à l'image d'un des faits connus attribués au personnage mythologique,.
La responsabilité de chaque projet du programme New Frontiers est confiée par principe à une personnalité du monde universitaire ou de la recherche qui, notamment, sélectionne les différents participants et est responsable du budget. Pour Juno, ce Principal Investigator (PI) est Scott Bolton, du Southwest Research Institute. La direction de mission est assurée par le Jet Propulsion Laboratory, centre de la NASA à qui est confiée la majorité des missions interplanétaires et qui fournit par ailleurs le radiomètre MWR et le système de télécommunications. Le constructeur aérospatial Lockheed Martin est sélectionné pour la conception et la fabrication de la sonde.

### De la conception aux tests
Au moment de sa sélection, il était prévu que Juno soit lancée en 2009, mais au cours de l'année suivante, l'échéance est repoussée de 1 puis 2 ans. Ce délai est mis à profit pour affiner le scénario de la mission : l'orbite préalable de 78 jours autour de Jupiter est ajoutée, car elle permet de gagner de la masse, de préparer la phase scientifique, et donne l'occasion d'observer sous un angle différent sa magnétosphère. La vitesse de rotation de la sonde, durant son séjour près de Jupiter, est fixée, après une étude approfondie des avantages et inconvénients, par les équipes scientifiques concernées et les ingénieurs,.
Après une phase de conception de pratiquement 3 ans, le projet passe avec succès la revue de conception préliminaire (PDR), et entre en phase de réalisation le 1er septembre 2008. Durant le développement qui suit, des modifications notables sont apportées à la conception initiale. Les résultats de simulations des effets des radiations sur l'électronique enfermée dans le compartiment blindé permettent d'optimiser l'épaisseur des parois de celui-ci. Sa masse est réduite de 180  à   157 kilogrammes. Par ailleurs, le tantale, porté par une structure en nid d'abeilles, retenu au départ pour ces parois, est remplacé par du titane, plus facile à usiner et à modifier, pour prendre en compte les changements de dernière minute. Après avoir affiné la modélisation du cycle de vieillissement des cellules photoélectriques utilisées par Juno, et compte tenu de la marge de puissance estimée indispensable, l'équipe du projet décide de porter la surface des panneaux solaires de 50  à   60 m2. En octobre 2007, le lanceur Atlas V est sélectionné pour un coût du lancement de 190 millions de dollars. L'assemblage de Juno débute le 1er avril 2010, dans l'établissement de Lockheed Martin situé à Denver.

## Déroulement de la mission

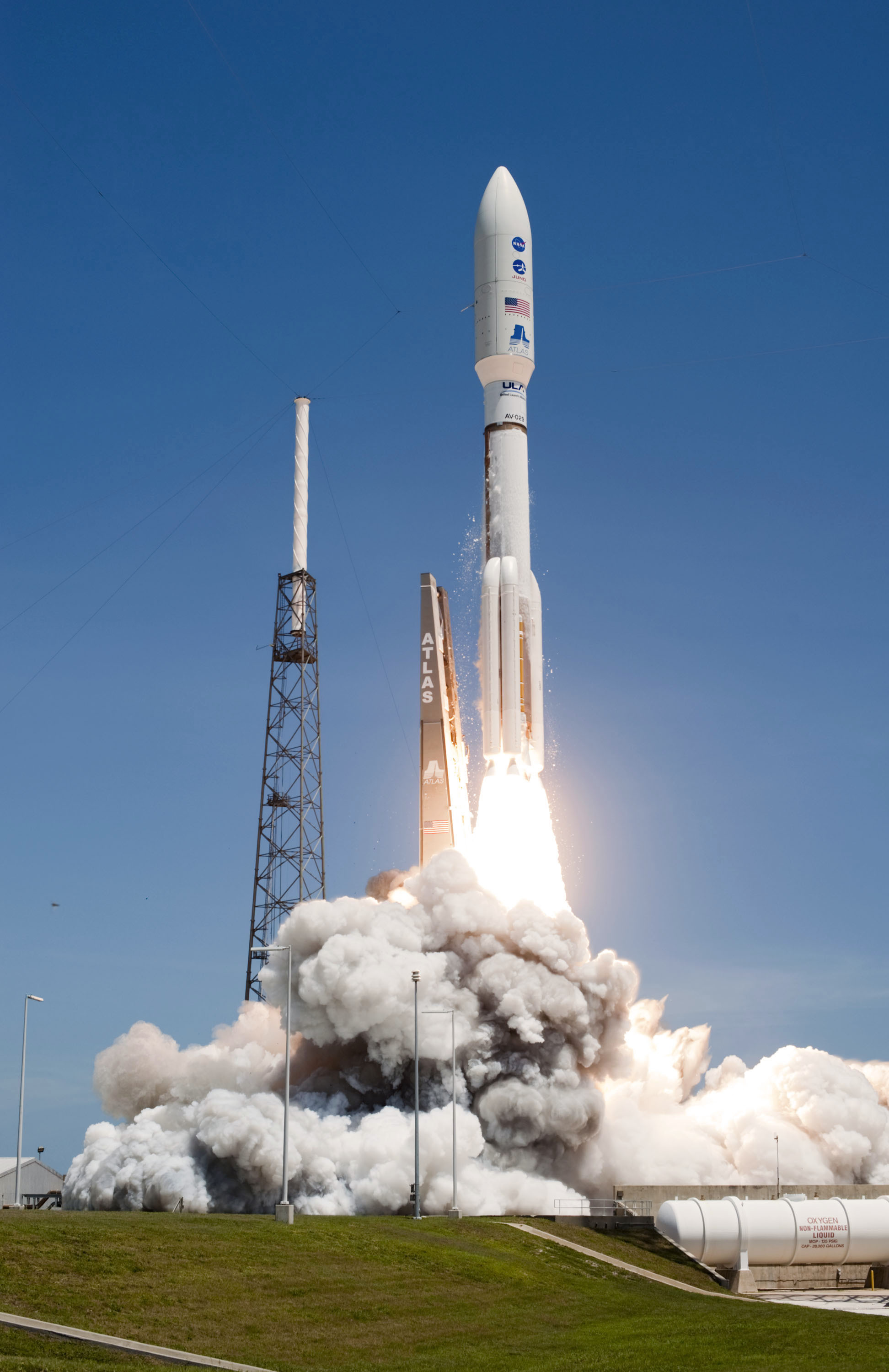
Lancement de Juno par une fusée Atlas V 551.

### Lancement de la sonde spatiale (août 2011)
La fusée retenue pour le lancement de Juno est une Atlas V 551. Il s'agit de la version la plus puissante de ce lanceur : elle dispose de cinq propulseurs d'appoint, qui fournissent avec le premier étage une poussée de 985 tonnes au décollage, pour une masse totale avec la charge utile de 574 tonnes. La sonde spatiale ainsi que le second étage sont entourés d'une coiffe aérodynamique de 5 mètres de diamètre qui est larguée dès que les couches les plus denses de l'atmosphère ont été dépassées. La fenêtre de lancement, d'une durée d'environ une heure chaque jour, s'étend du 5 au 26 août,. La date du lancement conditionne celle de la sonde martienne Mars Science Laboratory, qui doit utiliser le même pas de tir pour une mise en orbite comprise entre fin novembre et décembre. La sonde Juno est lancée le 5 août 2011, à 16 h 25 UTC, depuis la base de Cape Canaveral. La sonde spatiale emporte une copie de la lettre du savant italien Galilée décrivant sa découverte des lunes joviennes, fournie par l'Agence spatiale italienne,.

### Transit vers Jupiter (2011-2016)
La fusée place la sonde spatiale sur une orbite elliptique, dont l'aphélie se situe à l'extérieur de l'orbite de la planète Mars. Alors que Juno a bouclé la moitié de son orbite, deux manœuvres (Deep Space Maneuver ou DSM), destinées à modifier sa trajectoire, sont réalisées à quelques jours d'intervalle, vers le 28-30 septembre 2012 : le propulseur principal est mis à feu à deux reprises durant 33 minutes, ce qui modifie sa vitesse de plus de 800 m/s. Sa nouvelle orbite lui permet de raser la Terre à basse altitude (800 kilomètres), environ deux ans après son lancement, le 9 octobre 2013 ; l'assistance gravitationnelle de la Terre accélère la sonde de 7,3 km/s, ce qui la place sur une orbite de transfert lui permettant d'atteindre Jupiter,,.
Le transit vers Jupiter dure plus de deux ans et demi. La propulsion principale est utilisée à une dizaine de reprises, avant et après le survol de la Terre, pour effectuer de petites corrections de trajectoire. Six mois avant l'arrivée, vers janvier 2016, le fonctionnement des instruments est vérifié, et ceux-ci sont calibrés. Les premières observations scientifiques sur le champ magnétique et les particules sont effectuées lorsque l'interface entre le vent solaire et la magnétosphère de Jupiter est atteinte, le 24 juin 2016, soit quelque temps avant l'arrivée à proximité de Jupiter. Lorsque la sonde aborde la planète géante, début juillet 2016, elle a parcouru environ 1 780 000 000 milles (2 865 000 000 km), et un peu plus de cinq ans se sont écoulés depuis le lancement (schéma 3). 

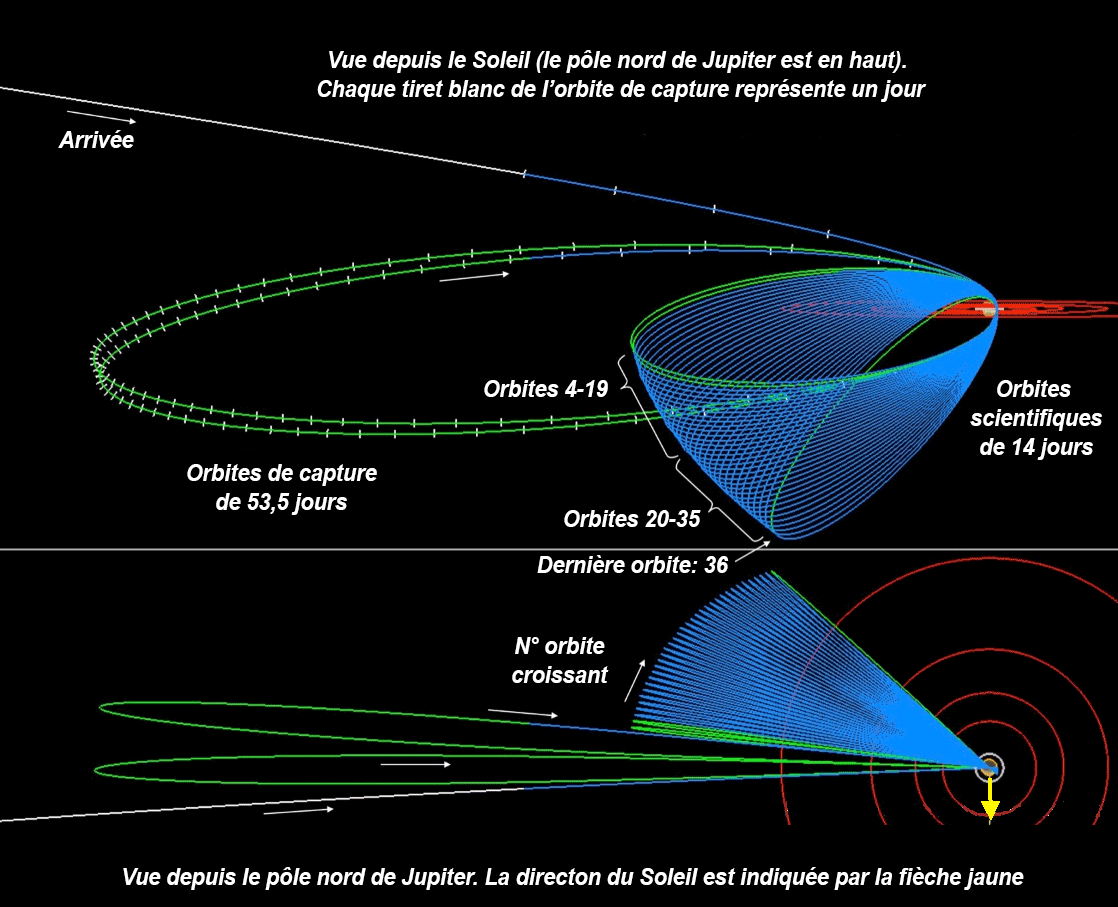
Orbite de Juno autour de Jupiter : après 2 orbites larges destinées à préparer la phase suivante, la sonde spatiale doit effectuer 36 orbites de 14 jours, consacrées aux activités scientifiques, puis plonger dans l'atmosphère de la planète, pour être détruite avant que son électronique ne soit trop sévèrement endommagée par les radiations, et que la NASA n'en perde le contrôle.

### Mise en orbite autour de Jupiter (juillet 2016)

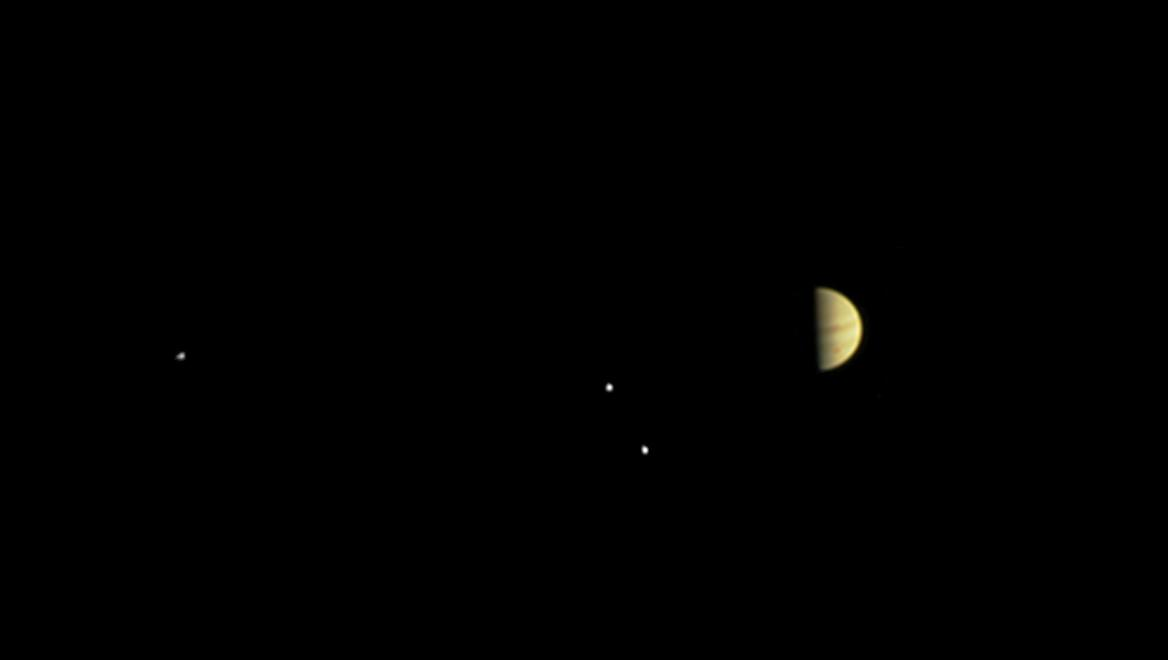
Photographie de Jupiter et ses plus grosses lunes prises par la caméra JunoCam le 28 juin 2016 à environ 6.8 millions de km quelques jours avant la mise en orbite.

L'insertion en orbite autour de Jupiter (Jupiter Orbit Insertion ou JOI), qui a lieu le 5 juillet, est une manœuvre critique, complètement pilotée par l'ordinateur embarqué : celui-ci prend complètement le contrôle des opérations 5 jours avant la manœuvre. Pour accroître les chances d'un bon déroulement, certaines procédures susceptibles de placer de manière inopportune la sonde spatiale en mode survie, sont suspendues. Dans le même but, les instruments scientifiques sont arrêtés cinq jours avant la manœuvre, et ne sont remis en marche que cinquante heures après l'insertion en orbite. Avant de mettre en marche la propulsion, la vitesse de rotation de la sonde spatiale autour de son axe est accrue, passant de deux à cinq tours par minute, pour limiter les déviations par rapport à la direction retenue durant la phase propulsée. La manœuvre d'insertion en orbite est déclenchée à 2 h 30 UTC, et utilise le propulseur principal durant 35 minutes. Les responsables de la mission reçoivent une confirmation que la mise à feu du propulseur s'est bien passée un peu plus de 48 minutes plus tard, temps mis par l'information pour arriver jusqu'au centre de contrôle, à la vitesse de la lumière dans le vide. L'action du moteur-fusée réduit la vitesse de Juno de 542 m/s, et insère la sonde spatiale sur une orbite de 53,5 jours autour de Jupiter. Le choix d'une orbite plus large que celle visée permet de réduire la consommation d'ergols. La sonde spatiale passe à seulement 4 700 kilomètres au-dessus du sommet des nuages de Jupiter. Le risque d'être frappé par des poussières atteint à ce moment sa probabilité la plus forte, compte tenu de la position des anneaux ténus de Jupiter.

### Échec du changement d'orbite (octobre 2016)
L'orbite devait initialement être modifiée le 19 octobre, soit 106 jours (deux orbites) plus tard, en utilisant à nouveau le propulseur principal durant 38 minutes, pour ramener l'orbite de la sonde à 14 jours, une dernière manœuvre de correction devant être effectuée 7,6 jours plus tard, pour parfaire l'orbite sur laquelle la sonde va travailler,,,.
Cependant, à la suite du comportement suspect de deux valves contrôlant l'hélium utilisé pour mettre sous pression les ergols (au cours d'une répétition, celles-ci se seraient ouvertes au bout de plusieurs minutes au lieu de quelques secondes), la manœuvre visant à réduire l'orbite, en la faisant passer de 53,5 jours à deux semaines, qui devait avoir lieu le 19 octobre est décalée jusqu'au moins le périapside suivant (11 décembre). Un deuxième incident, plus grave, se produit quelques jours plus tard. Le 18 octobre, treize heures avant d'effectuer son deuxième passage au-dessus de Jupiter, la sonde spatiale se met en mode survie à la suite d'une défaillance détectée par l'ordinateur embarqué. Dans ce mode, la sonde spatiale réduit son activité au minimum, et en particulier les instruments sont arrêtés. En conséquence aucune donnée scientifique n'a pu être recueillie durant ce passage. La sonde quitte finalement le mode survie le 24 octobre.

### Modification du déroulement de la mission (février 2017)
|                  | Mission prévue  | Mission implémentée     |
| ---------------- | --------------- | ----------------------- |
| Période orbitale | 14 jours        | 53,5 jours              |
| Fin mission      | février 2018    | juillet 2021            |
| Survols 12/2017  | 36              | 11                      |
| Apogée           | 2,8 millions km | 8,1 millions km         |
| Périgée          | 4 000 km        | 4 000 km                |
| Surcoût          |                 | 35-40 millions US$ / an |

À la suite de l'incident d'octobre 2016, la NASA étudie longuement les options envisageables pour la suite de la mission. Les ingénieurs décident en février 2017 de renoncer à faire passer la période de l'orbite de 53,5 à 14 jours comme prévu car compte tenu des incidents précédents, la mise à feu du moteur-fusée pourrait placer Juno sur une orbite ne permettant pas d'effectuer les observations scientifiques prévues et éventuellement pourrait mettre en péril la vie de la sonde spatiale en prolongeant les éclipses solaires au-delà de la capacité de ses batteries. La NASA étudie un scénario dégradé consistant à faire fonctionner la propulsion principale sans maintenir sous pression le circuit du carburant mais y renonce car le moteur Leros 1b n'a pas été conçu pour fonctionner dans ce mode et ce mode opératoire constitue un risque. Selon les responsables de la mission, Juno en se maintenant sur l'orbite de 53 jours peut tout de même remplir les objectifs assignés à la mission. Par ailleurs, cette orbite permet d'effectuer des mesures répétées dans une région s'étendant jusqu'à huit millions de kilomètres : la sonde spatiale peut étudier des parties de la magnétosphère de Jupiter qu'elle n'aurait pu observer si le scénario initial avait été mis en œuvre. Toutefois la nouvelle orbite présente des inconvénients. Pour pouvoir réaliser les 36 survols prévus, la mission doit être prolongée de trois ans, et il n'est pas certain que la sonde spatiale fonctionne jusque-là. Cette extension de la mission a un coût non budgété de 35 à 40 millions de dollars par an. La NASA choisit néanmoins cette solution.

Photos prises au cours du passage du 26 août 2016
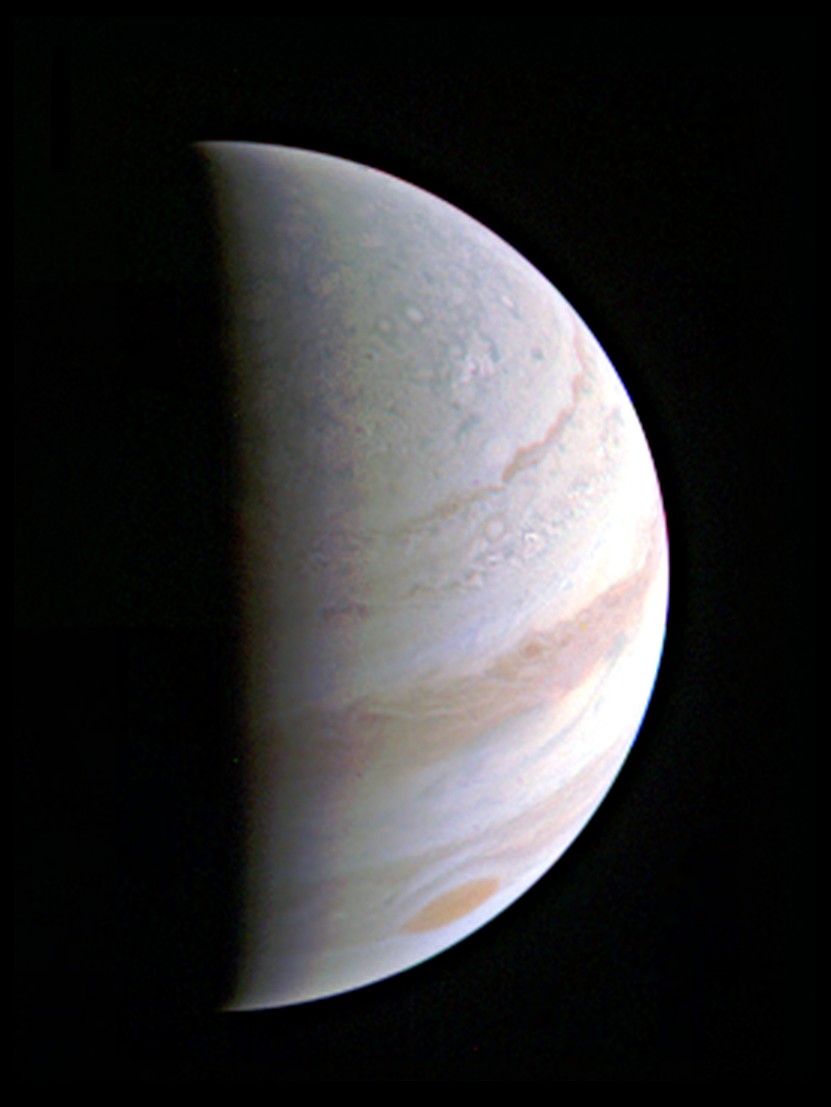
Pôle Nord.
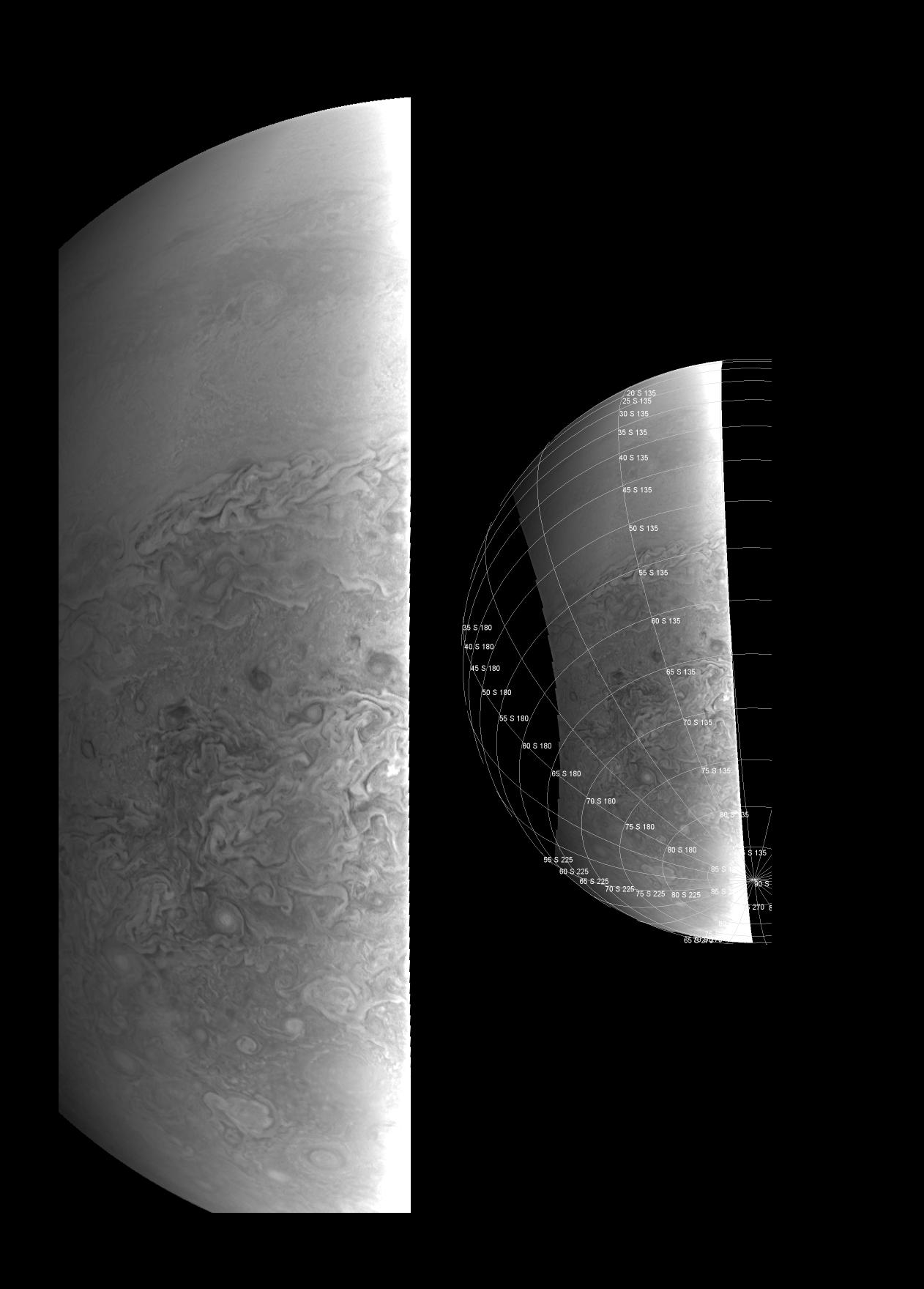
Pôle Sud.
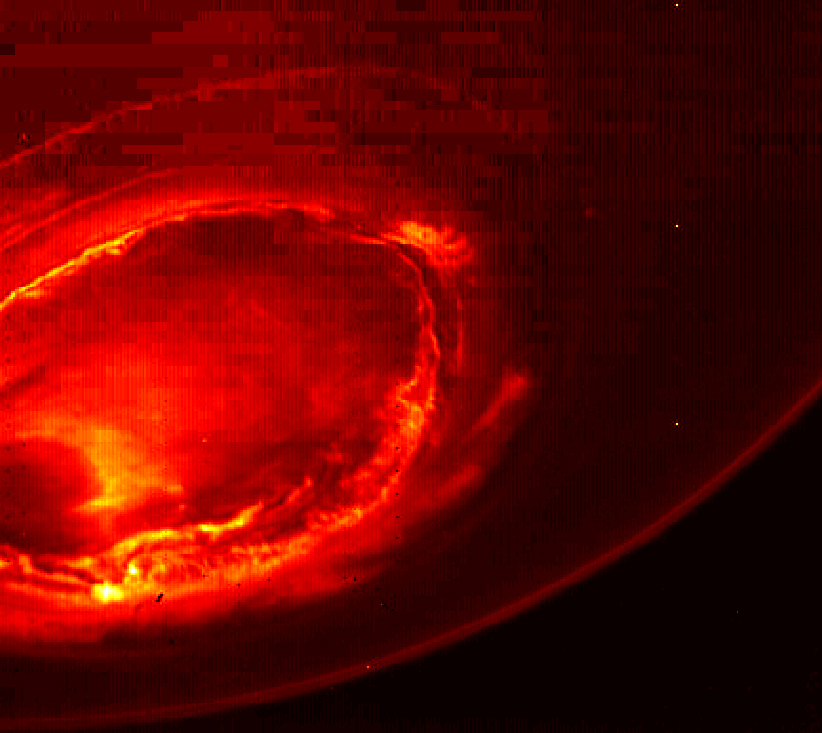
Vue en infrarouge d'une aurore australe.

### Déroulement de la phase scientifique (partiellement prévisionnel): août 2016-2025

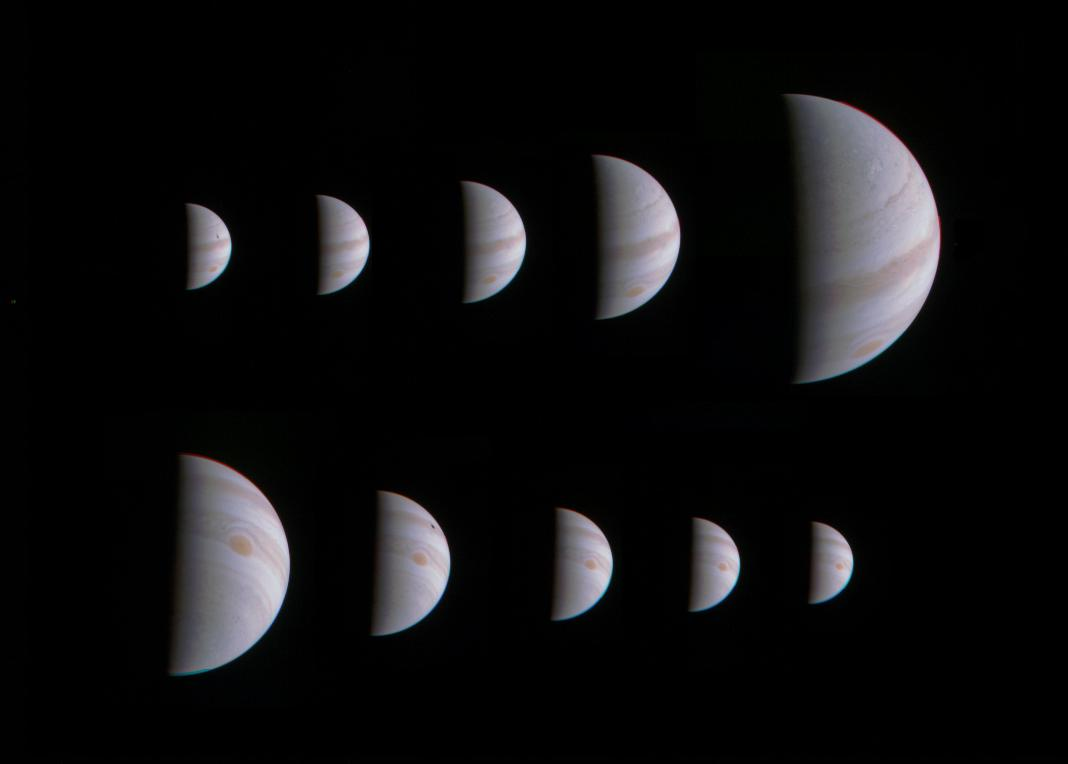
Séquence de photos prises entre le 15 et 27 août 2016.

Durant son séjour autour de Jupiter, Juno décrit une orbite fortement elliptique, pour limiter le temps passé dans la ceinture de radiations créée par le champ magnétique de la planète géante. La sonde spatiale plonge à l'approche de Jupiter, pratiquement à la verticale vers son pôle Nord, survole à très basse altitude (entre 4 200 et 7 900 kilomètres) la couche nuageuse de Jupiter jusqu'au pôle sud, puis s'éloigne de Jupiter, initialement dans le prolongement de ce pôle, pour rejoindre son apogée situé à 8,1 millions de kilomètres), à peu près dans le plan de l'équateur.

### Prolongement de la mission jusqu'en 2025 avec des objectifs complémentaires
Alors que la mission primaire doit s'achever en juillet 2021, la NASA décide début 2021 de la prolonger jusqu'en septembre 2025 ou jusqu'à la fin de vie de la sonde spatiale si celle-ci intervient avant. Au cours de cette nouvelle phase, la sonde spatiale doit effectuer 42 orbites autour de Jupiter. Cette orbite doit progressivement évoluer en traversant  successivement les ceintures de radiations de forme torique entourant les lunes Europe et Io. Profitant des opportunités créées par ce prolongement, plusieurs objectifs sont ajoutées à la mission. Des mesures de rayonnement sont effectuées autour de Io et d'Europe pour optimiser les stratégies d'observation de ces lunes par les futures sondes spatiales Europa Clipper (NASA) et JUICE (Agence spatiale européenne). Juno effectuera deux survols de Ganymède, trois d'Europe et 11 de Io et traversera à de multiples reprises les anneaux de Jupiter. Des données seront collectées à cette occasion pour améliorer notre connaissance de la géologie de ces lunes ainsi que la dynamique des anneaux. La mission prolongée doit également permettre de mieux remplir les objectifs initiaux. En effet le périgée de l'orbite, situé à proximité de la surface de Jupiter, va progressivement migrer vers le nord, améliorant ainsi la couverture des régions polaires et de ses mystérieux cyclones. En utilisant l'assistance gravitationnelle des lunes l'orbite de Juno sera progressivement réduite, accroissant le nombre de passages et donc d'observations. Le survol de Ganymède le 7 juin 2021 (orbite 34) doit faire passer la durée d'une orbite de 53 à 43 jours. Le passage à proximité d'Europe le 29 septembre 2022 réduit à nouveau la période à 38 jours. Enfin les survols combinés du 30 décembre 2023 et du 3 février 2024 doit la faire passer à 33 jours.

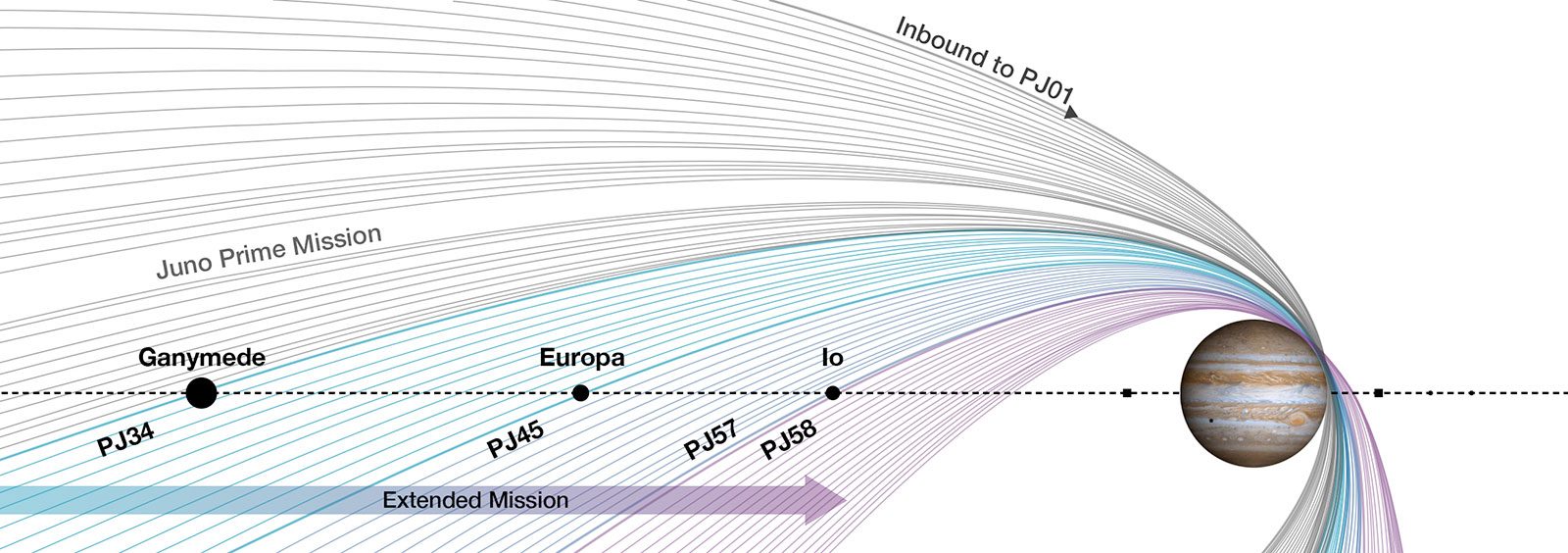
Orbites de la deuxième extension de mission en bleu et mauve.

### Fin de mission (prévisionnel)
L'électronique de la sonde, qui se dégrade à chaque passage dans la ceinture de radiations, est confrontée à un risque croissant de panne, malgré les 200 kilogrammes de blindage qui la protègent, et la mission sera volontairement arrêtée avant que Juno ne devienne incontrôlable. Initialement prévu au cours de sa 36e orbite, vers la mi-novembre 2017, mais potentiellement désormais vers septembre 2025, la propulsion de la sonde sera allumée une dernière fois pour réduire sa vitesse, ce qui diminuera l'altitude de son orbite au périapside lorsqu'elle survolera Jupiter à basse altitude. Quelques jours plus tard, Juno pénètrera dans l'atmosphère de Jupiter, où elle sera détruite par sa trainée, puis dissoute par la pression et la température internes de Jupiter,,.

## Résultats

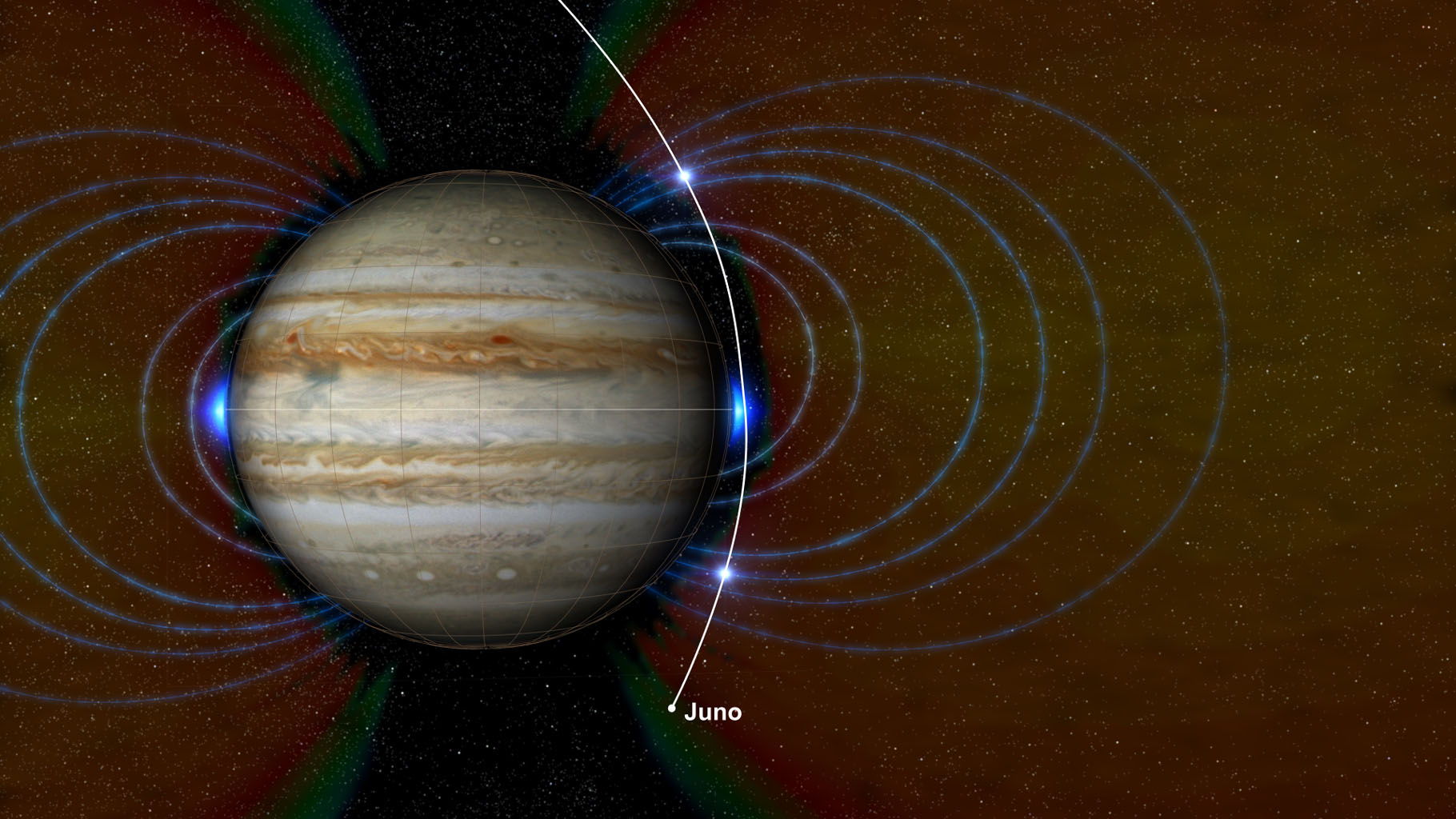
Juno a identifié une nouvelle ceinture de radiations située au niveau de l'équateur immédiatement au-dessus de l'atmosphère (signalée par une tache bleutée). La sonde spatiale traverse par ailleurs une ceinture de radiations déjà connue située aux latitudes hautes.

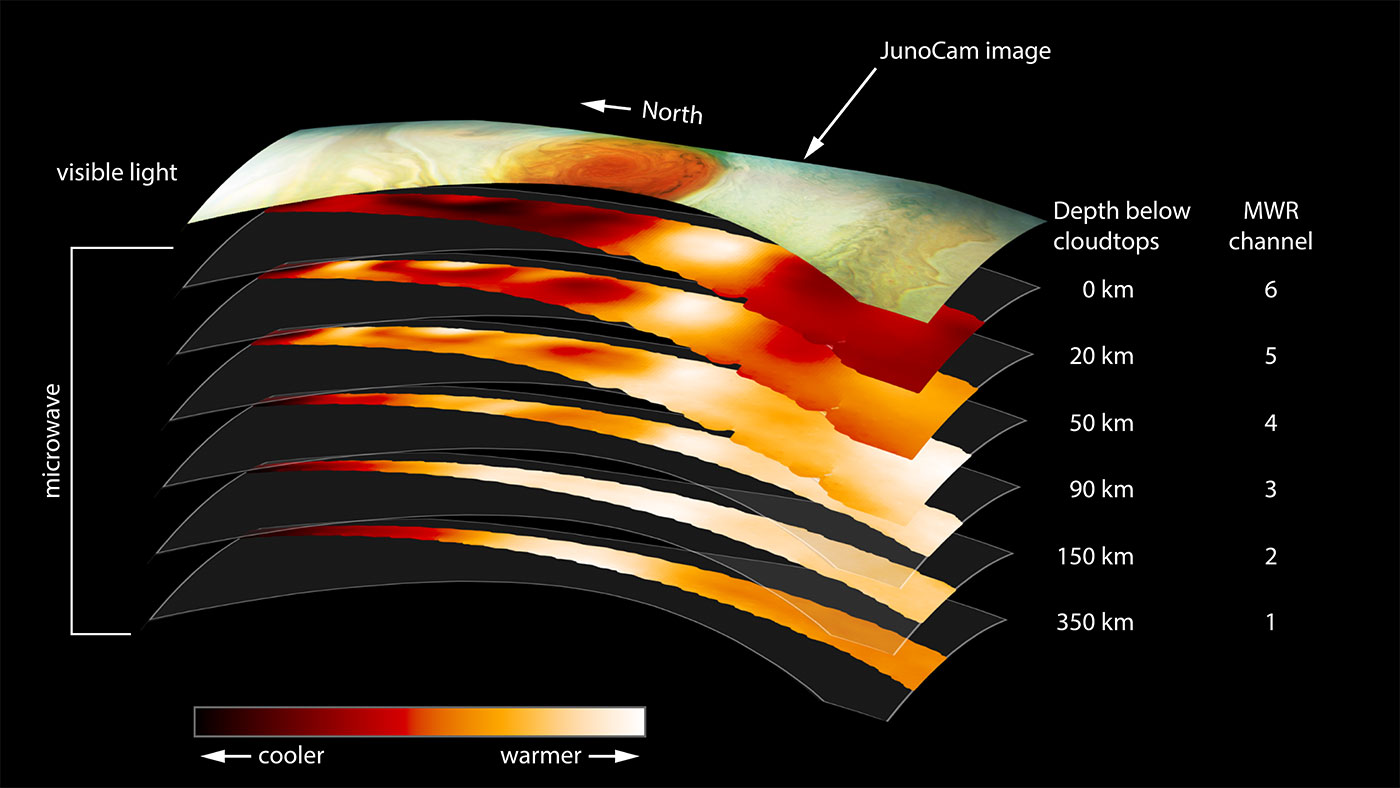
Structure profonde de la grande tache rouge déterminée à l'aide du radiomètre.

Jupiter est un monde complexe et turbulent. Les données recueillies par les instruments de la sonde spatiale Juno remettent en cause de nombreuses hypothèses scientifiques sur les processus à l’œuvre.

### Ceintures de radiations
L'intensité du rayonnement dans les ceintures de radiation est moins forte que ce qui a été modélisé ce qui permet d'envisager le prolongement de la mission jusqu'en 2021. Par contre une nouvelle ceinture de radiations a été découverte au niveau de l'équateur immédiatement au-dessus de l'atmosphère.

### Régions polaires
Les images fournies par la caméra Juno montrent que les régions des deux pôles sont occupées par des tempêtes de la taille de la Terre très proches les unes des autres. Les scientifiques s'interrogent sur leur mode de formation et sur leur dynamique : s'agit-il de phénomènes permanents ? dont la configuration évolue dans le temps ? Est-ce que ces tempêtes se déplacent, ?

### Aurores polaires
Les données collectées sur les aurores polaires démontrent que les processus à l'œuvre sont différents de ceux de la Terre. Les électrons accélérés aux pôles ont des énergies atteignant 400 keV soit 10 à 30 fois ceux de la Terre. Mais à la surprise des scientifiques, malgré ce potentiel électrique énorme, les aurores polaires ne sont pas permanentes et la source des aurores polaires les plus intenses n'est pas liée à cette caractéristique.

### Grande Tache rouge
La caméra de Juno a pris des photos très détaillées de la surface de Jupiter en particulier de la Grande Tache rouge et des régions polaires. D'après les données des radiomètres la grande Tache Rouge se prolonge au moins jusqu'à une profondeur de 300 kilomètres et elle est plus chaude à sa base qu'à sa surface,.

### Caractéristiques de l'atmosphère
Le radiomètre embarqué indique que les couches profondes de l'atmosphère de Jupiter (50 à 100 kilomètres en dessous du sommet des nuages) sont agitées, contrairement au consensus général des scientifiques tablant sur l'absence d'énergie incidente à cette profondeur. Par ailleurs en s'appuyant sur les mesures du champ de gravité (le radiomètre ne permet pas de sonder au-delà de quelques centaines de kilomètres), l'équipe scientifique de Juno a découvert que les vents et le découpage en bandes horizontales visible en surface, s'étendaient jusqu'à une profondeur de 3 000 kilomètres fixant ainsi une limite inférieure de l'atmosphère à une profondeur bien plus importante que prévu. Contrairement aux hypothèses, cette atmosphère n'est pas constituée de couches emboîtées caractérisées par des vitesses de rotation différenciées. En deçà de cette atmosphère, les couches inférieures, qu'elles soient liquides ou solides, ont un mouvement de rotation unique et se comportent comme si elles formaient une seule entité,,.

### Structure interne
Compte tenu des résultats obtenus en mesurant le champ de gravité, il se pourrait que le noyau rocheux et métallique de la taille d'une Terre ou d'une superTerre existant au moment de la formation de Jupiter se soit dissous et mélangé avec le manteau constitué d'hydrogène métallique liquide.

### Champ magnétique
L'intensité du champ magnétique de Jupiter, qui a pu être mesuré avec précision, atteint 7,766 Gauss, une valeur supérieure à ce qui était prévu. L'instrument utilisé a pu démontrer qu'il était irrégulier ce qui semble indiquer que la dynamo qui génère le magnétisme est plus proche de la surface de la planète que prévu et serait située au-dessus de la couche d'hydrogène métallique.

Photos prises au cours de survols réalisés en 2017
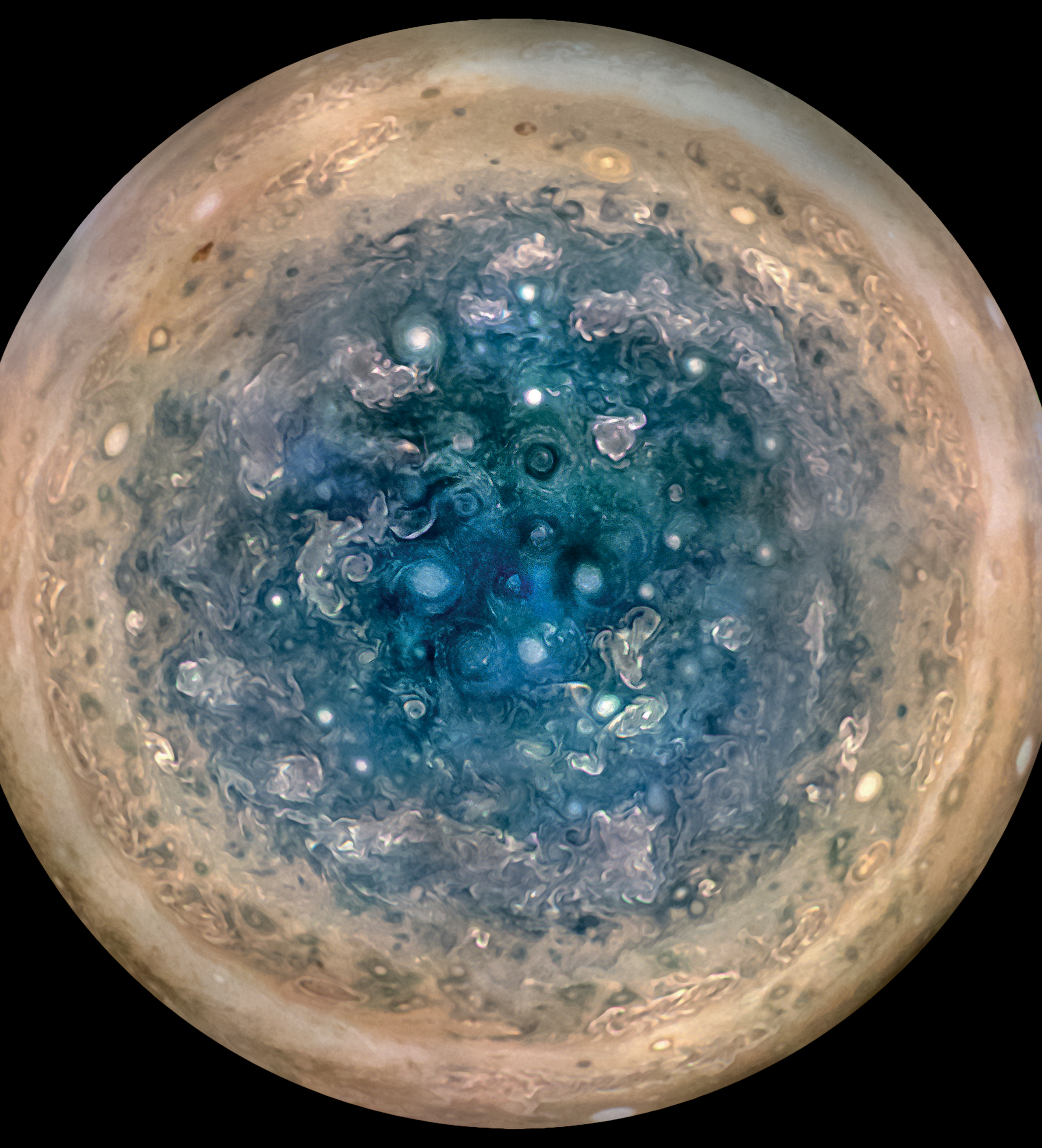
Des tempêtes de la taille de la planète Terre sont visibles au niveau du pôle Sud.
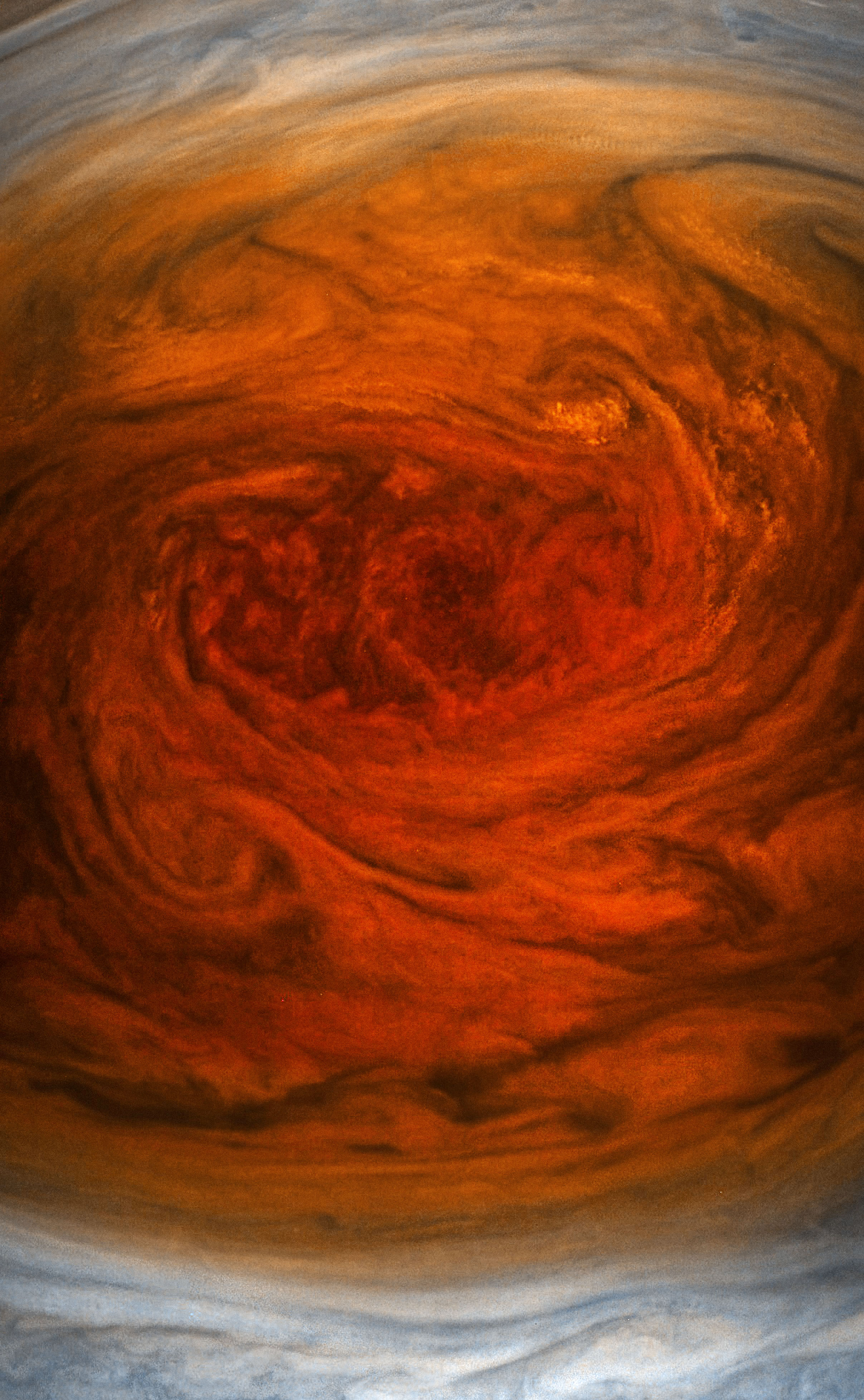
La Grande Tache rouge photographiée le 11 juillet 2017.
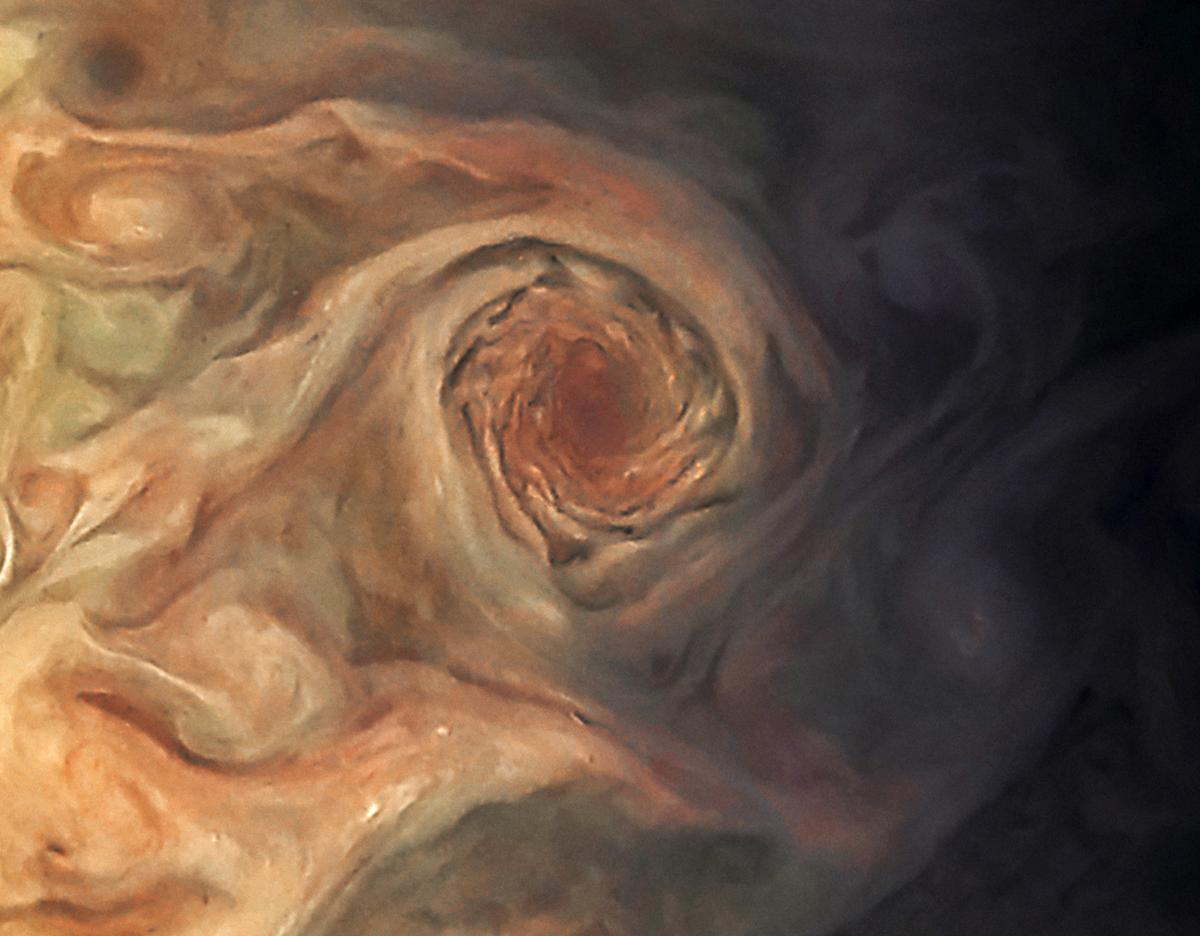
Tempête photographiée lors du survol du 27 mars 2017 et située au sud de la tache blanche.

## Évocation artistique
Le compositeur grec Vangelis collabore avec la NASA à l'occasion de cette mission pour élaborer un album qui sort en 2021 : Juno to Jupiter, évocation musicale du voyage de la sonde. Il s'agit du dernier album composé par Vangelis, qui meurt en mai 2022. Vangelis avait déjà collaboré avec la NASA en composant l'album Mythodea, thème des missions vers la planète Mars, en 2001. Il avait également travaillé de la même manière avec l'Agence spatiale européenne en composant un album à l'occasion de la mission de la sonde Rosetta, lancée en 2004 et terminée en 2016. L'album ainsi composé, Rosetta, était sorti en 2016.